# Biserica de lemn din Bodești, Vâlcea

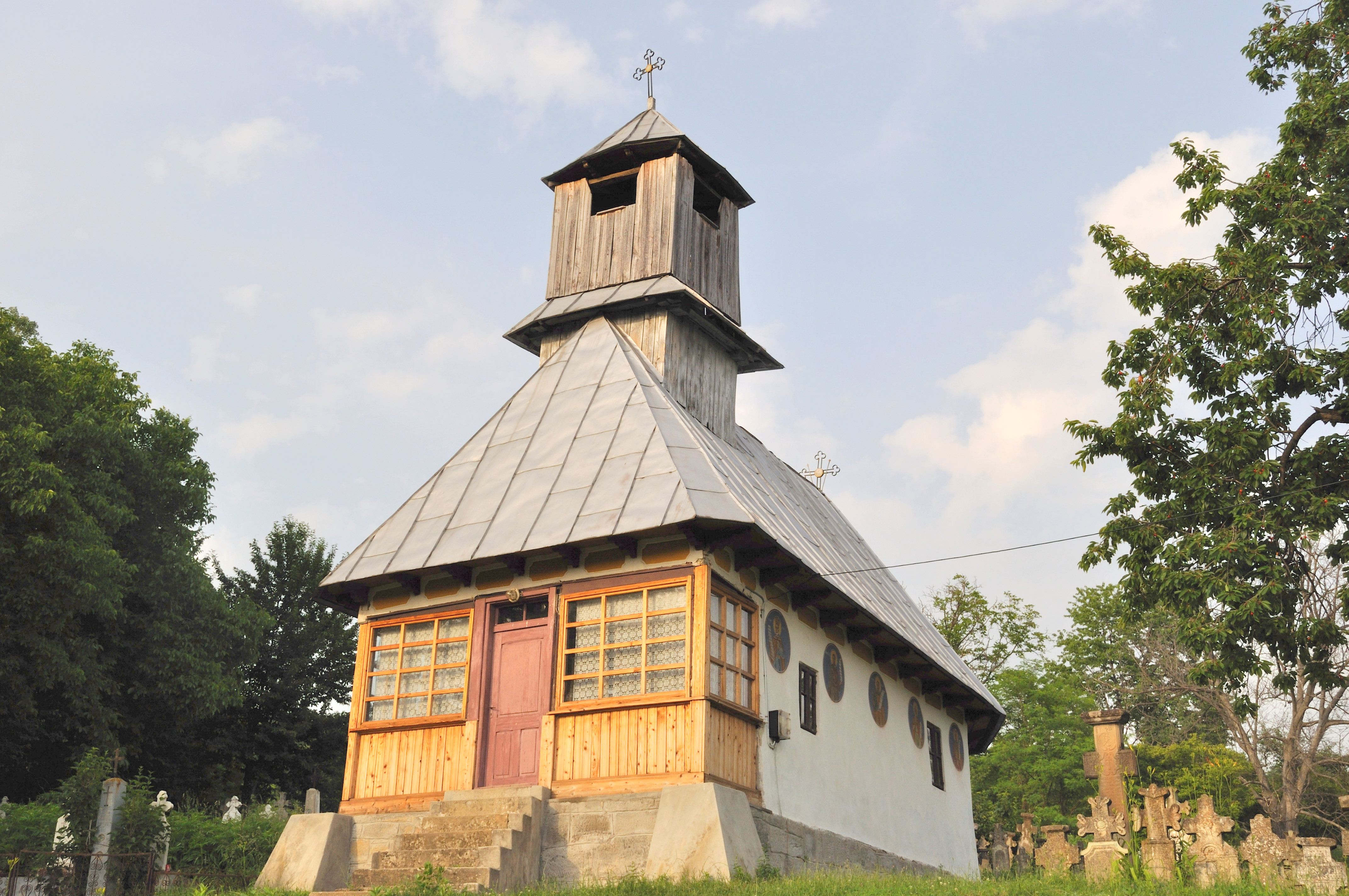
Biserica de lemn „Cuvioasa Paraschiva” din Bodești, județul Vâlcea, foto: iunie 2010.

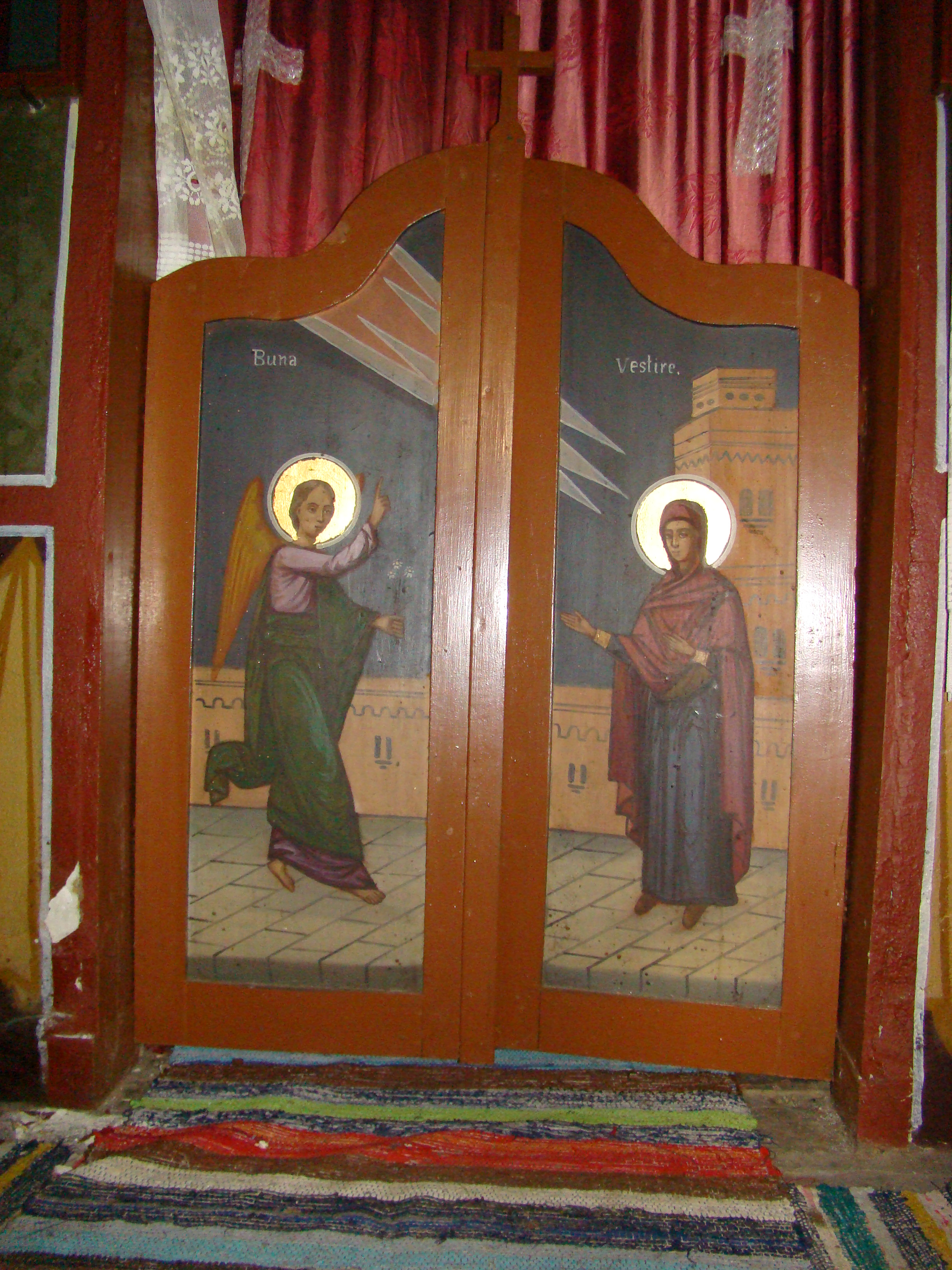
Ușile împărătești „Buna Vestire”

Biserica de lemn din Bodești, comuna Alunu, județul Vâlcea, a fost construită în 1675. Are hramul „Sfinții Arhangheli Mihail și Gavriil”. Biserica se află pe noua listă a monumentelor istorice sub codul LMI:  VL-II-m-B-09677.

## Imagini din exterior

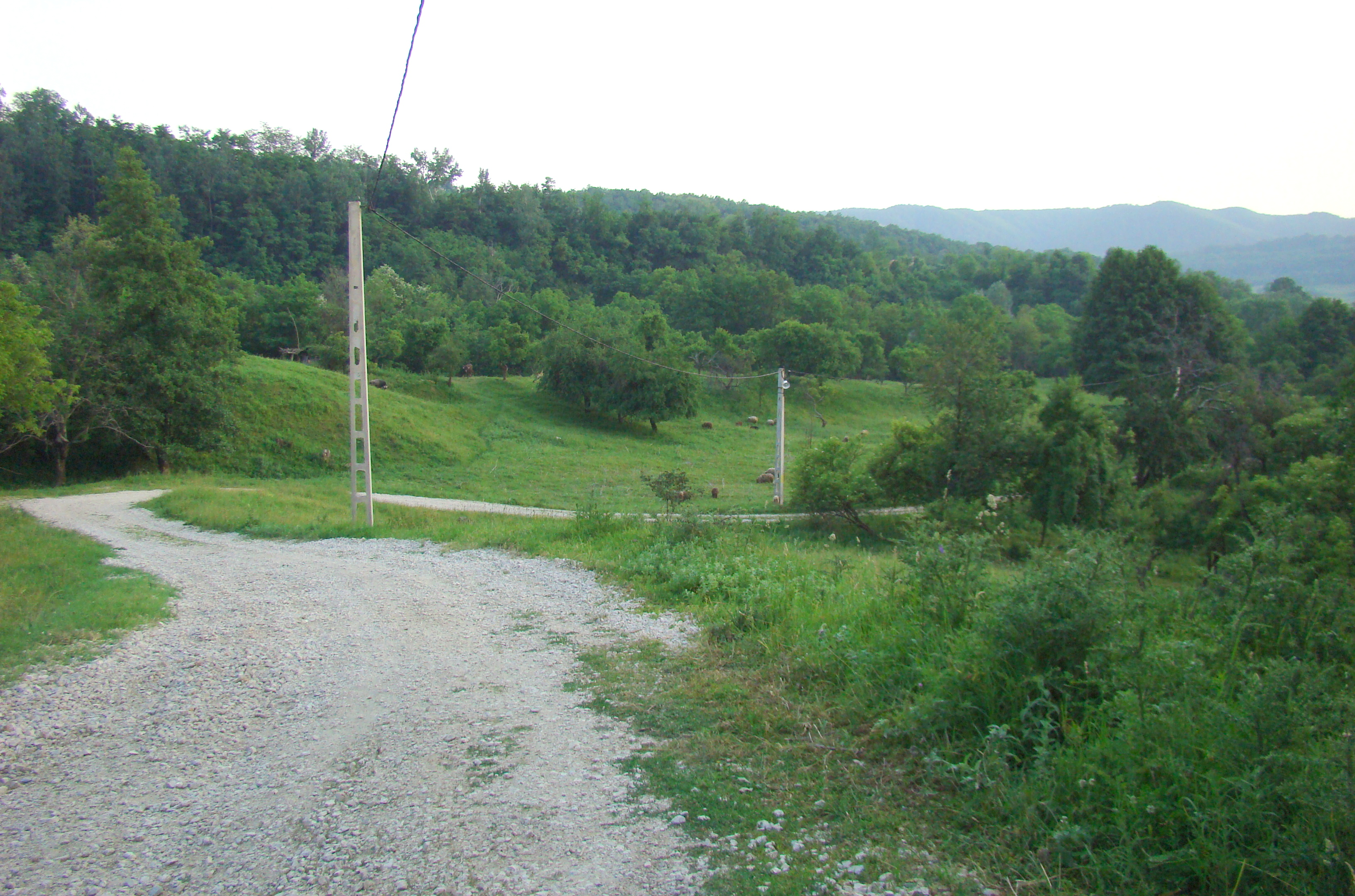
Drumul spre biserică
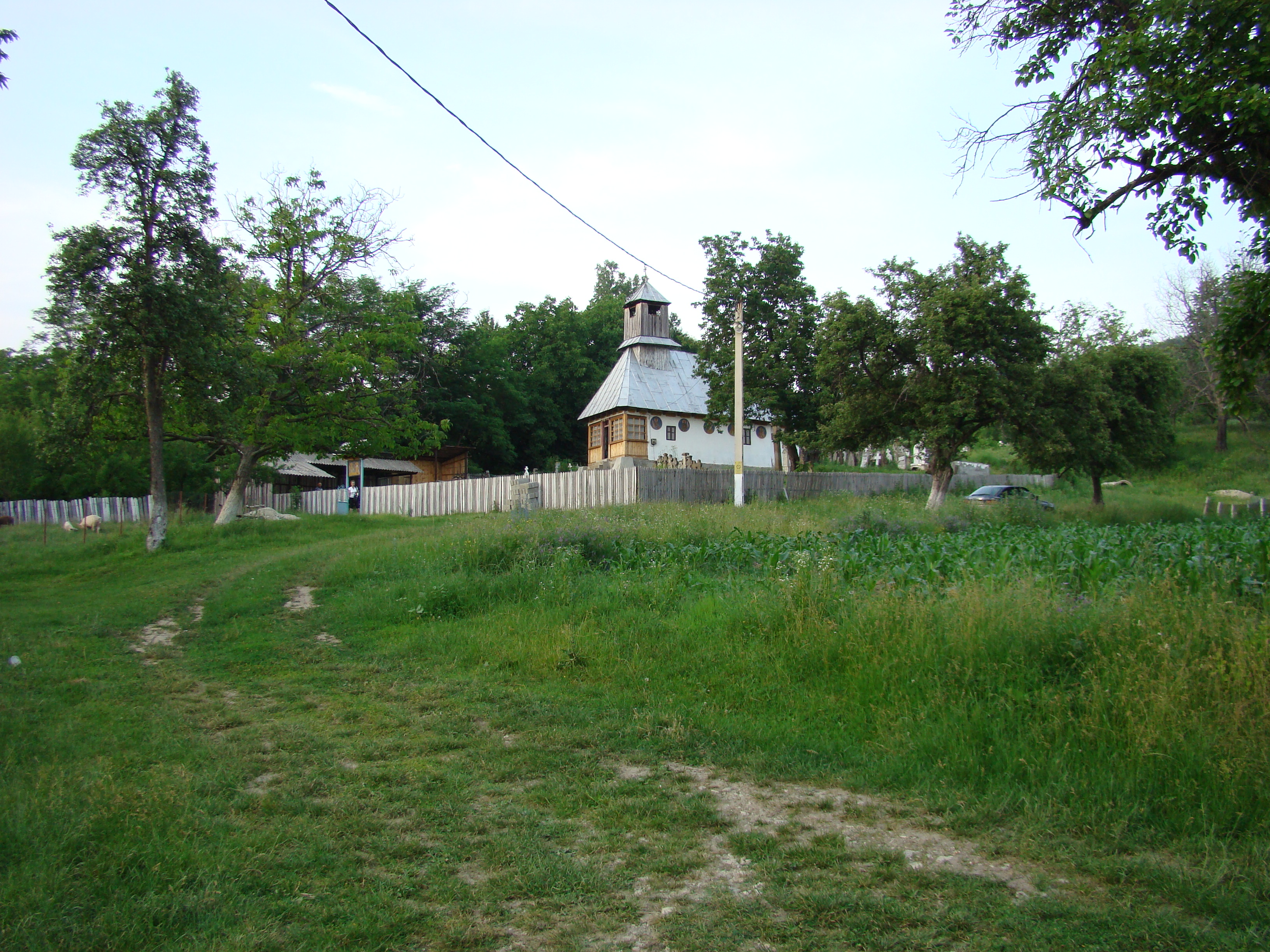
Biserica văzută din drum
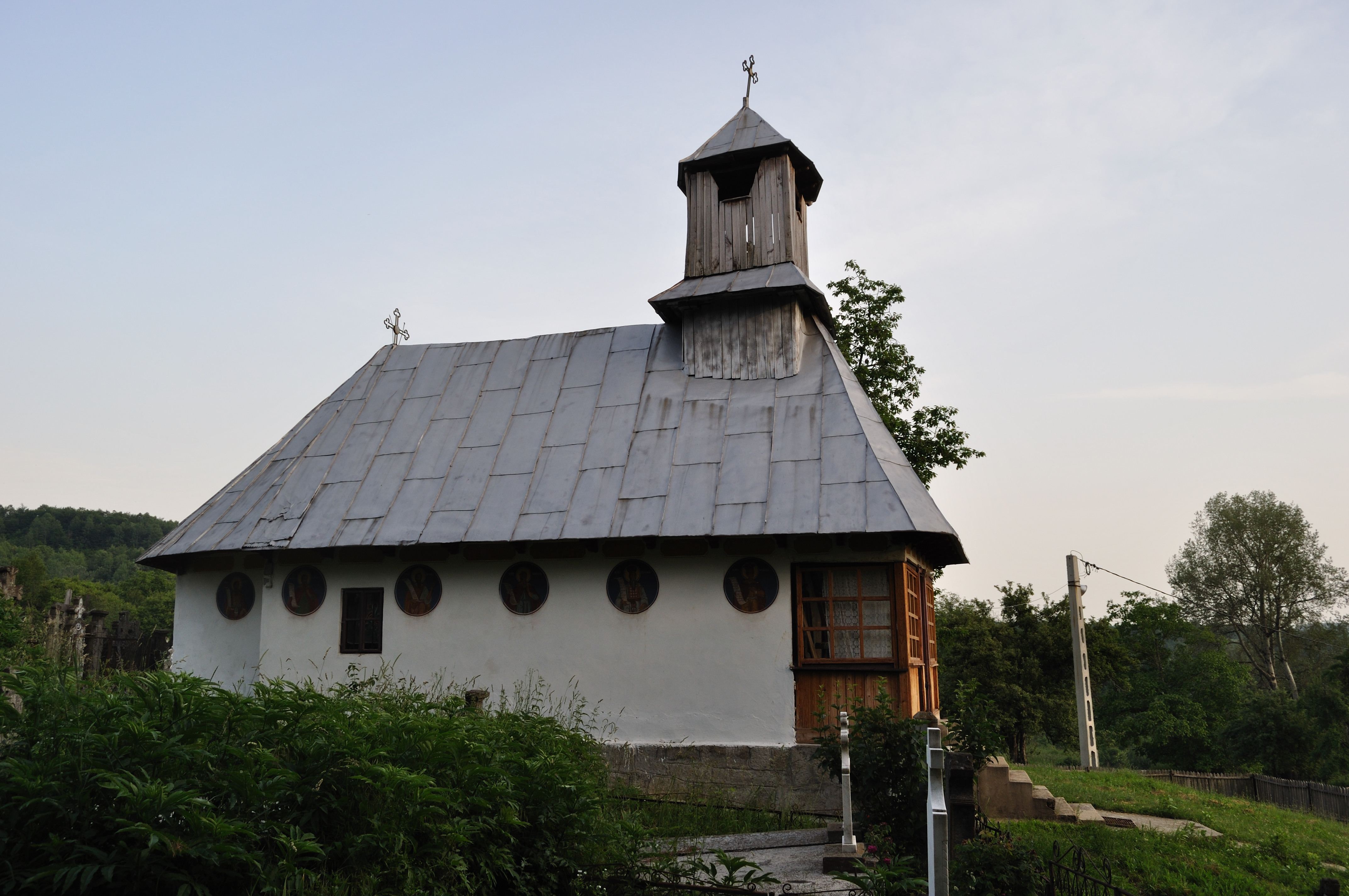
Biserica (nord)
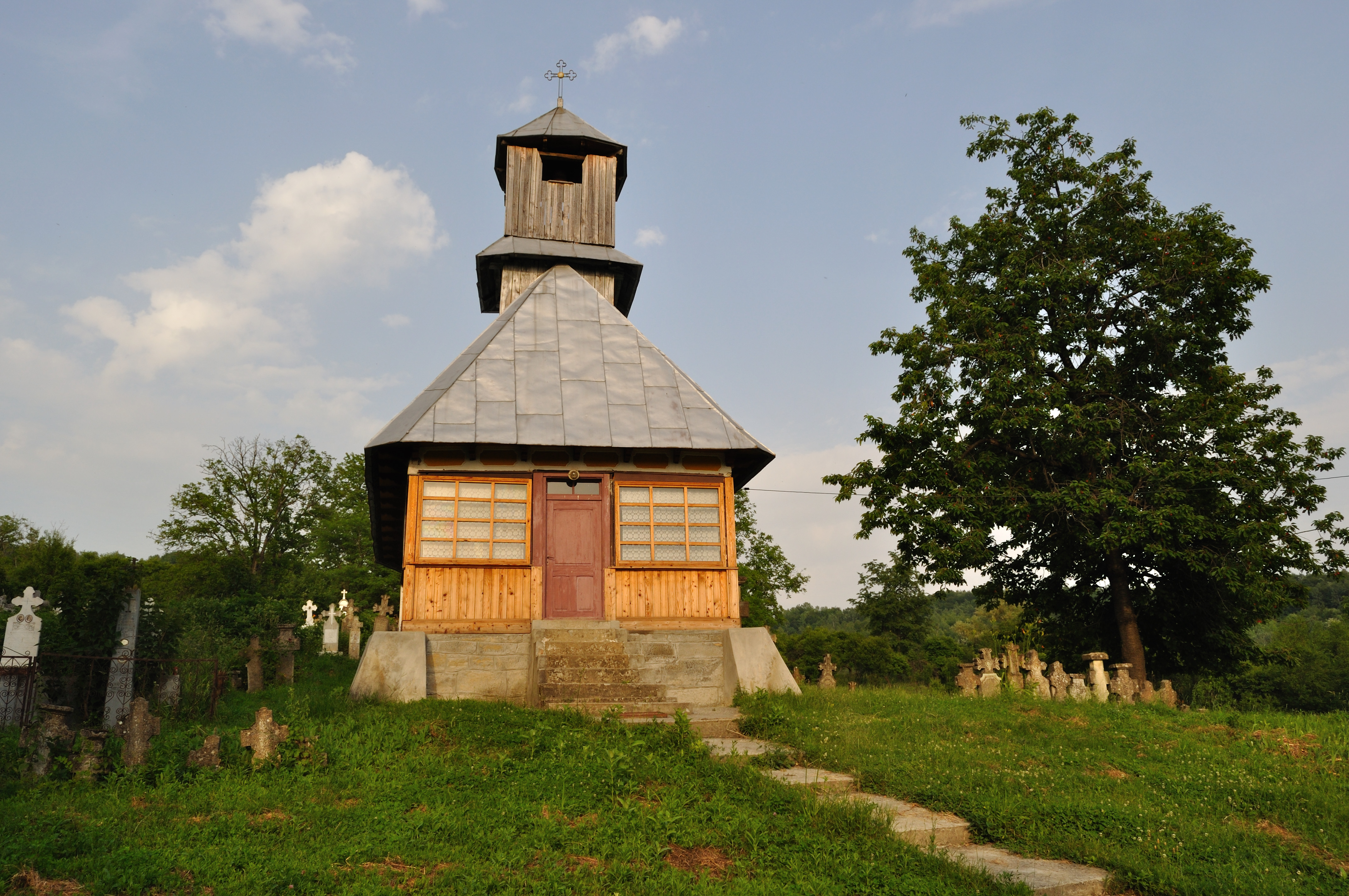
Biserica (vest)
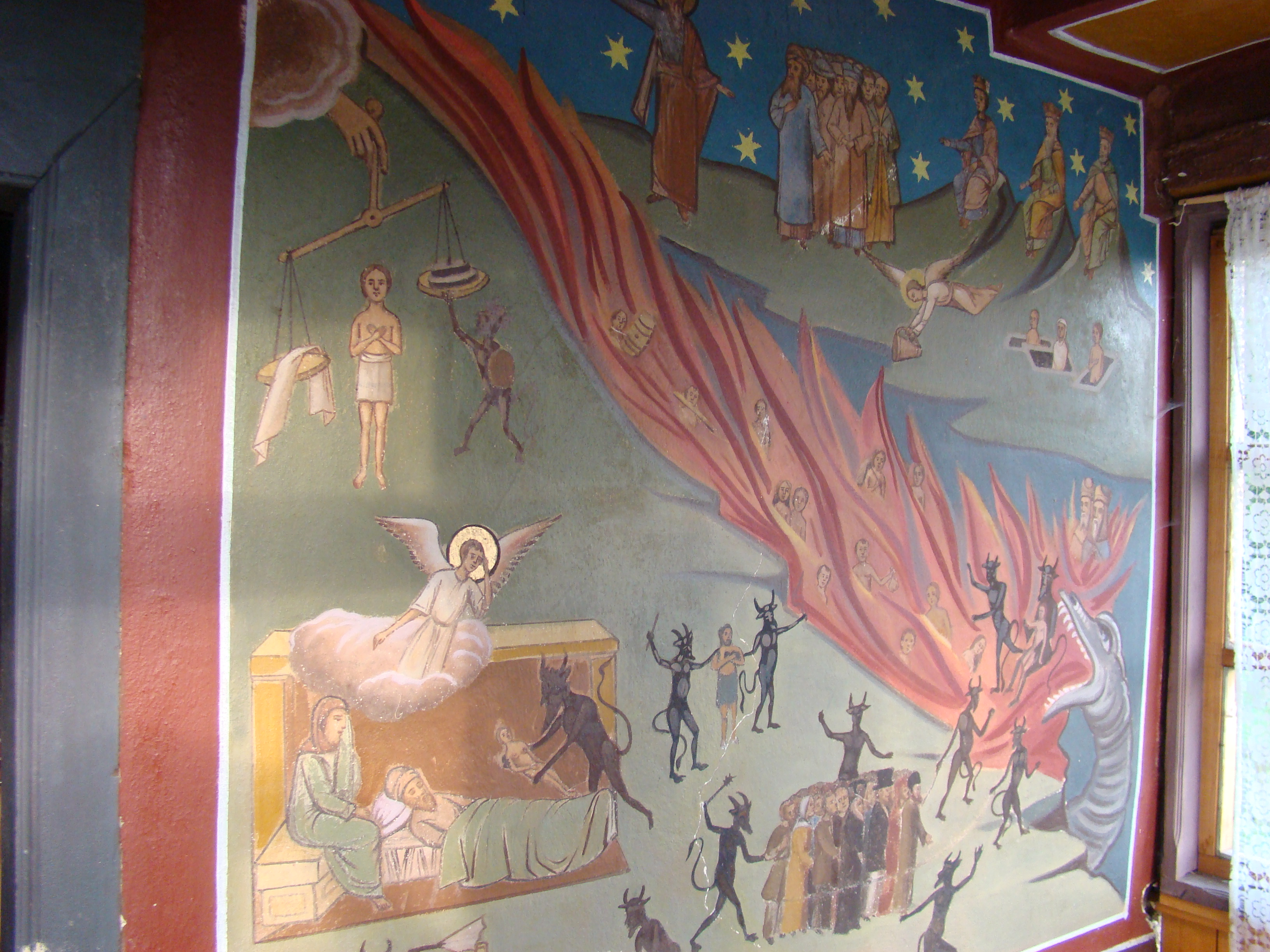
Judecata de Apoi (peretele pronaosului)
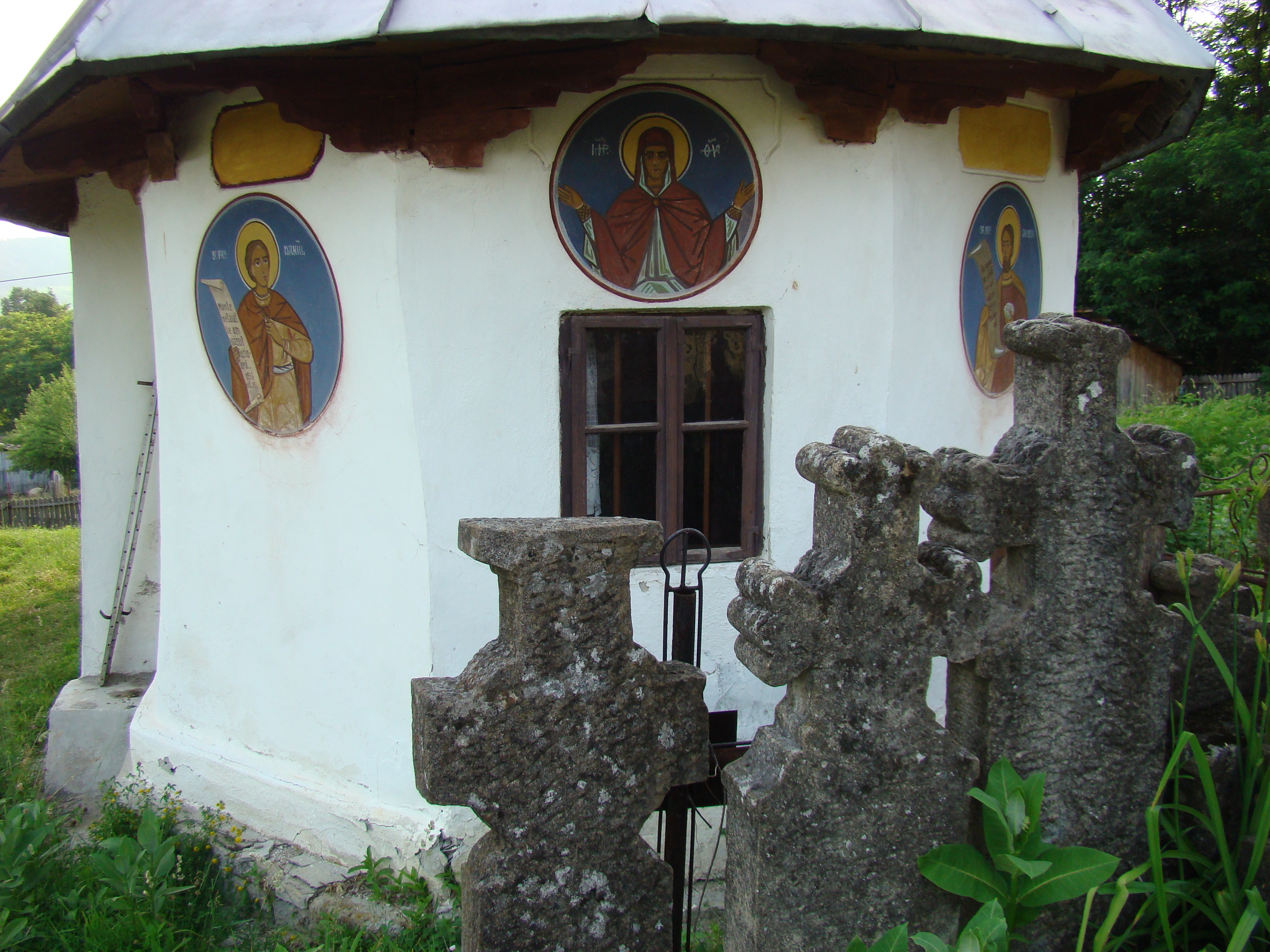
Absida altarului
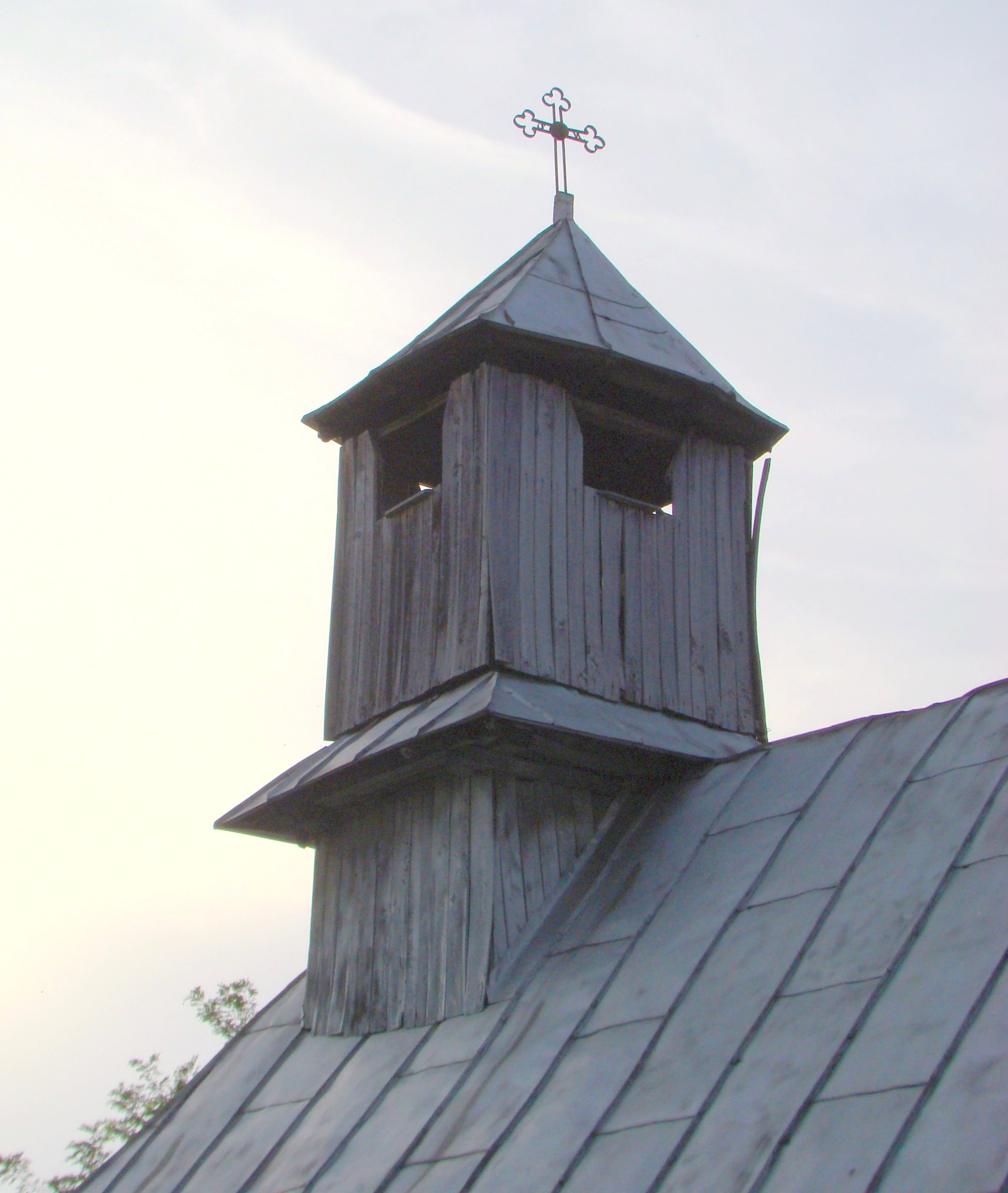
Turnul (sud-est)
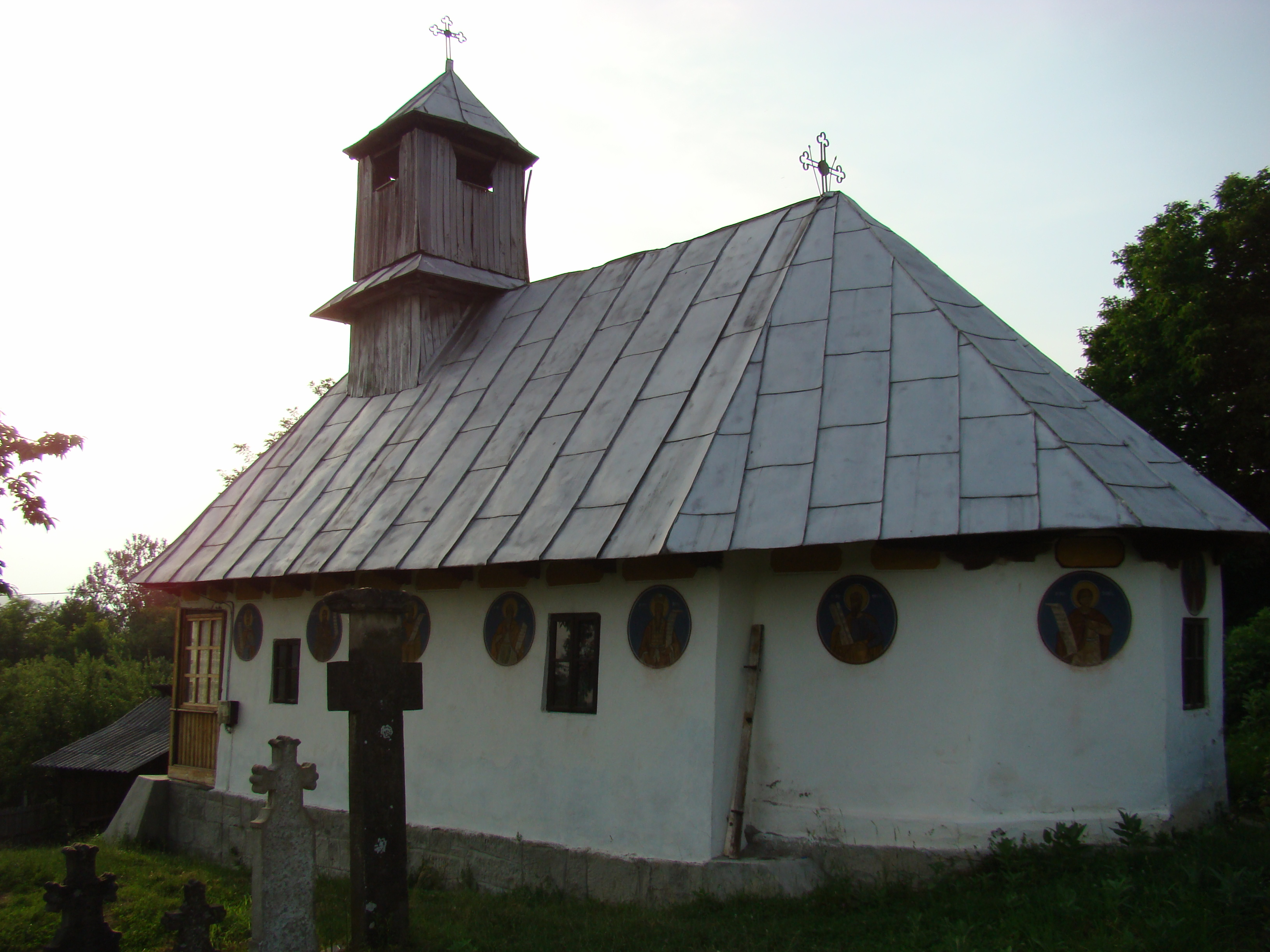
Biserica (sud-est)
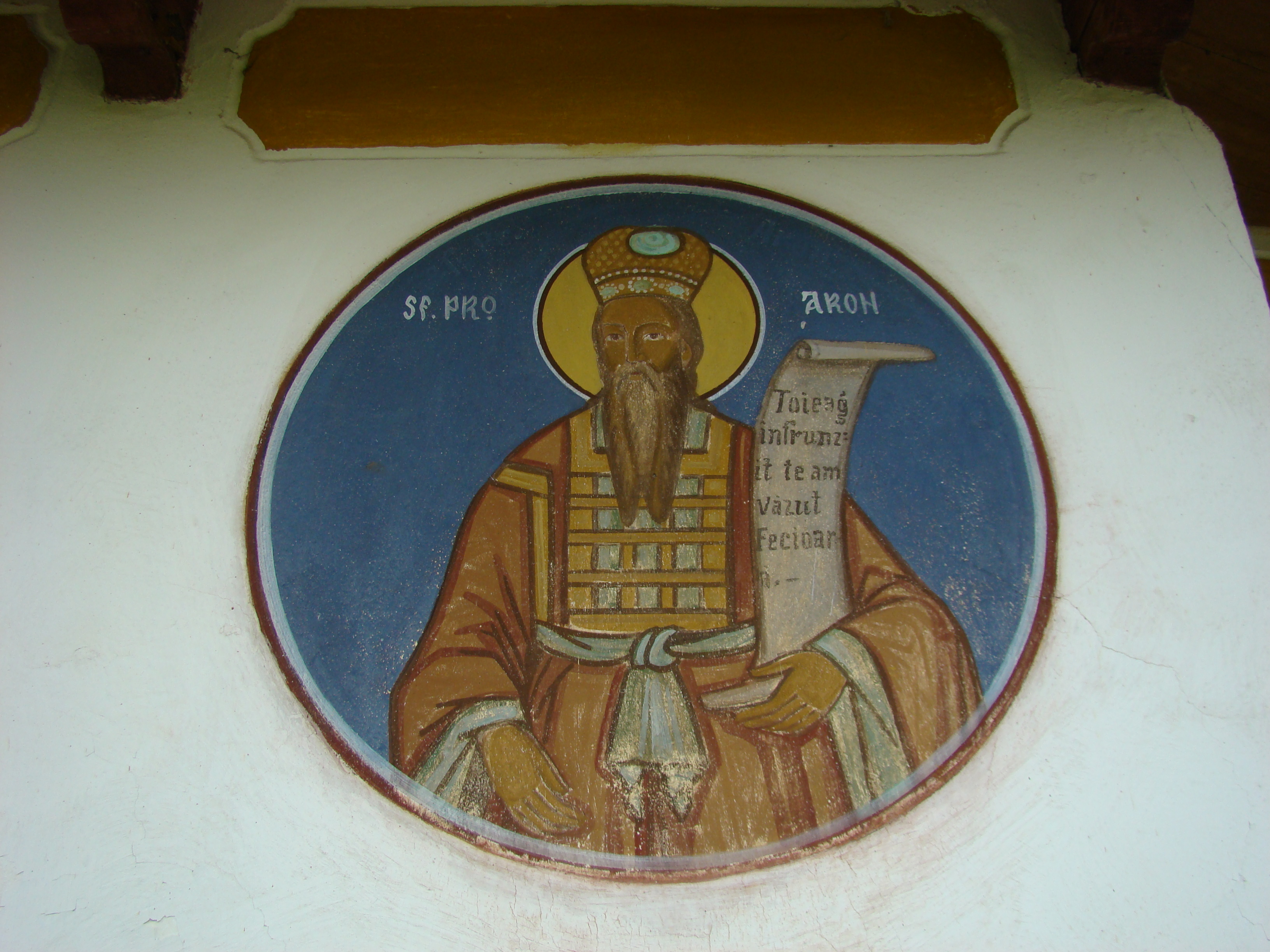
Pictură exterioară: Sfântul prooroc Aron
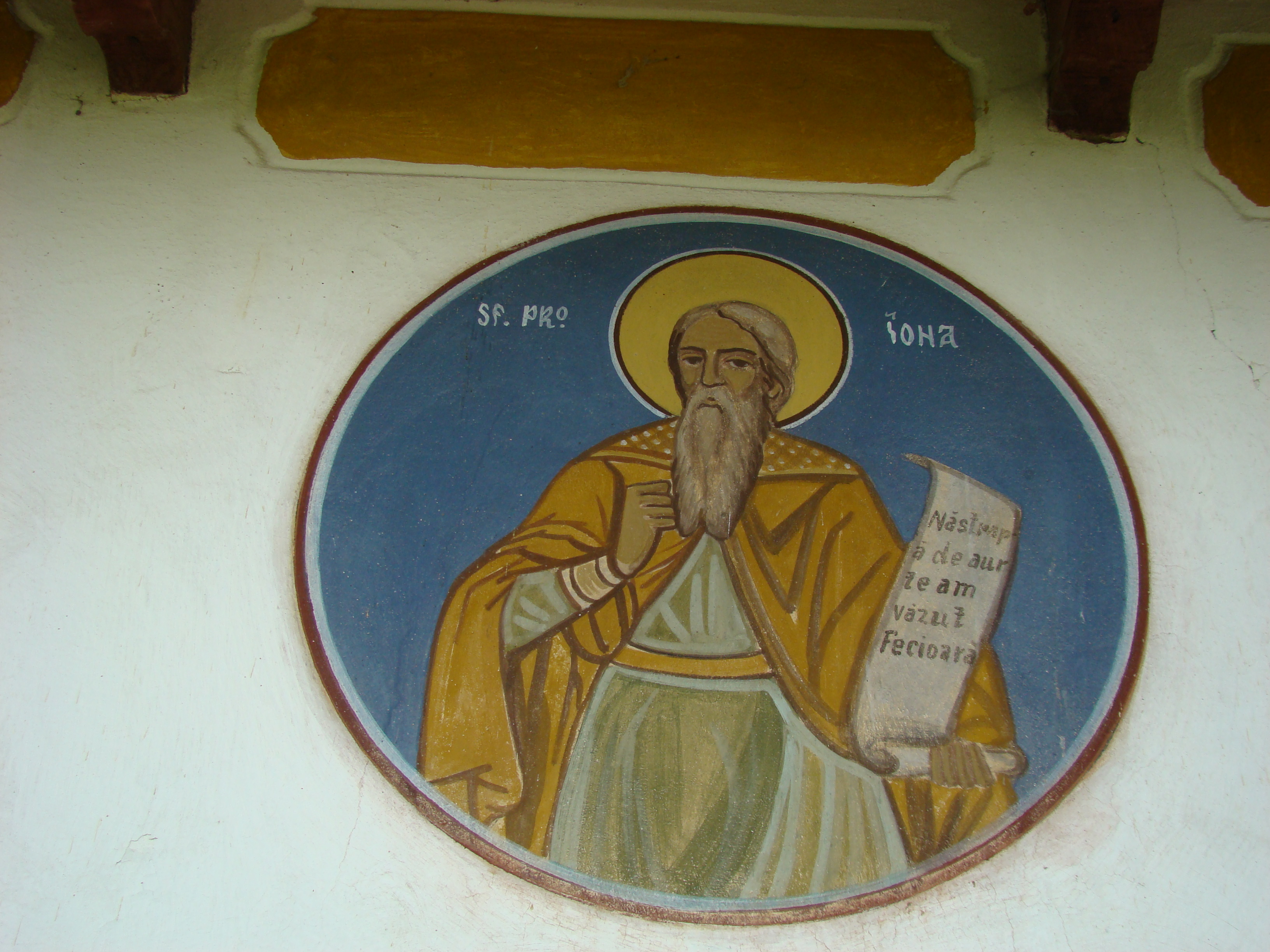
Pictură exterioară: Sfântul prooroc Iona
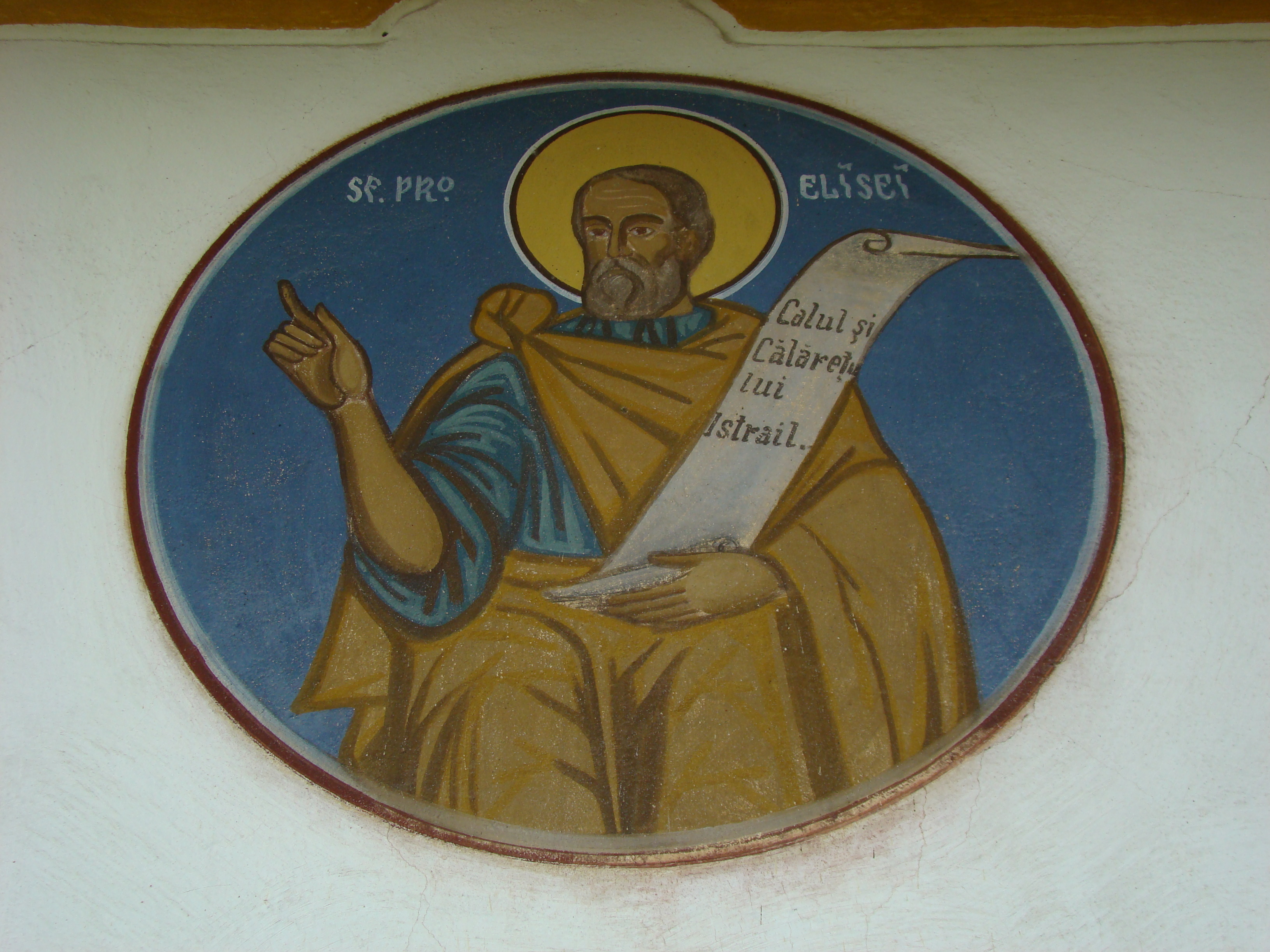
Pictură exterioară: Sfântul prooroc Elisei
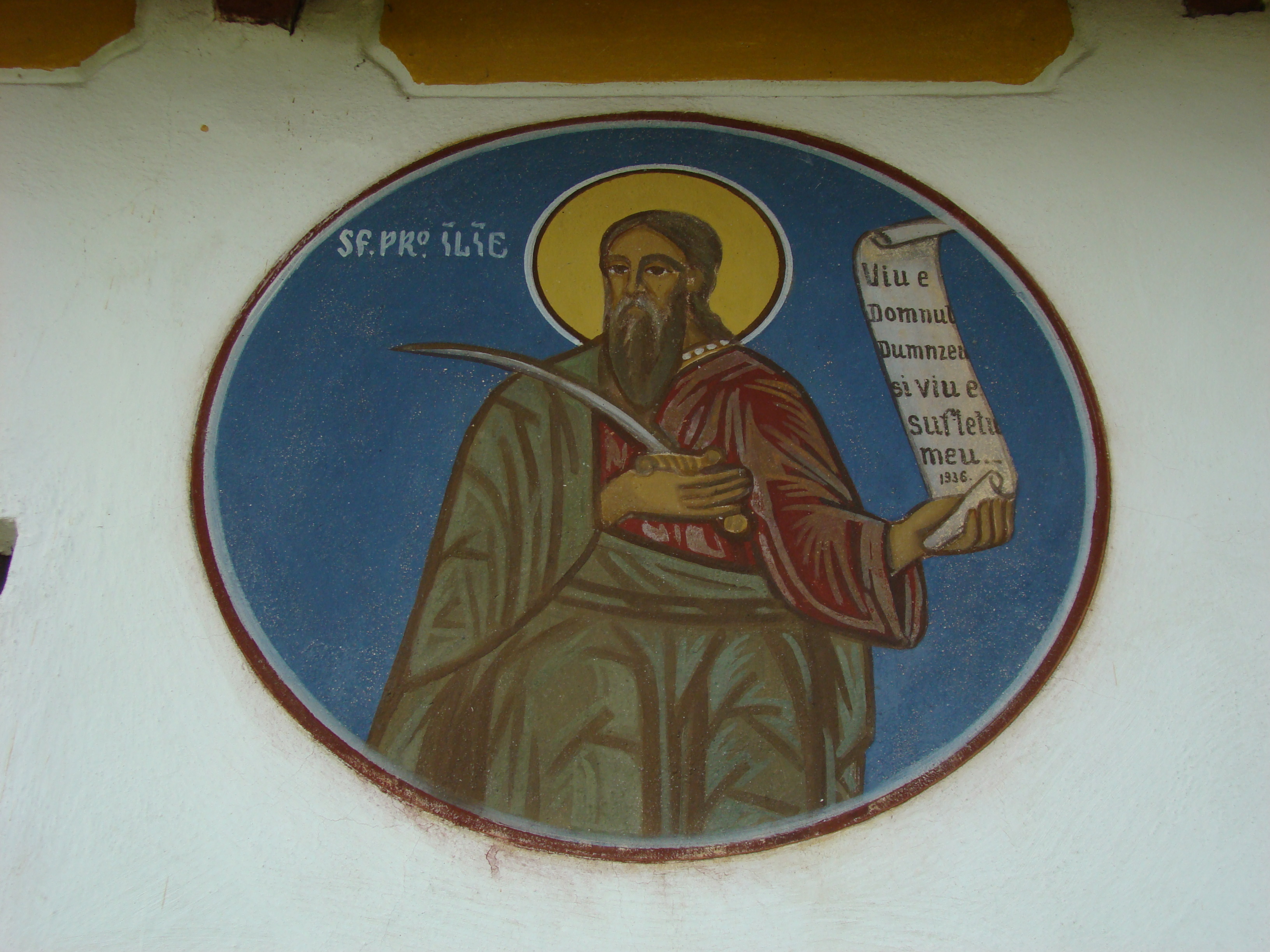
Pictură exterioară: Sfântul prooroc Ilie
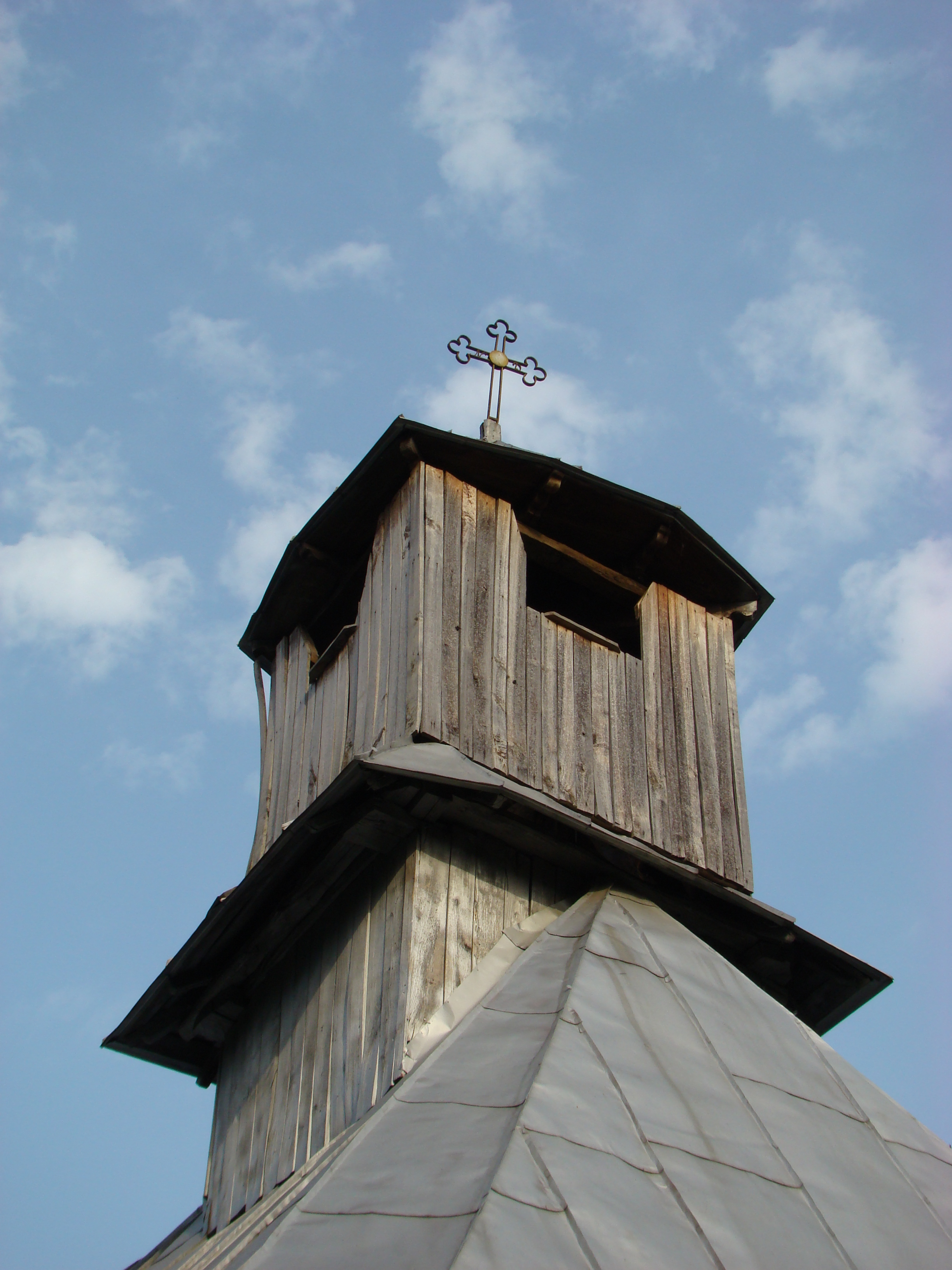
Turnul (nord-vest)
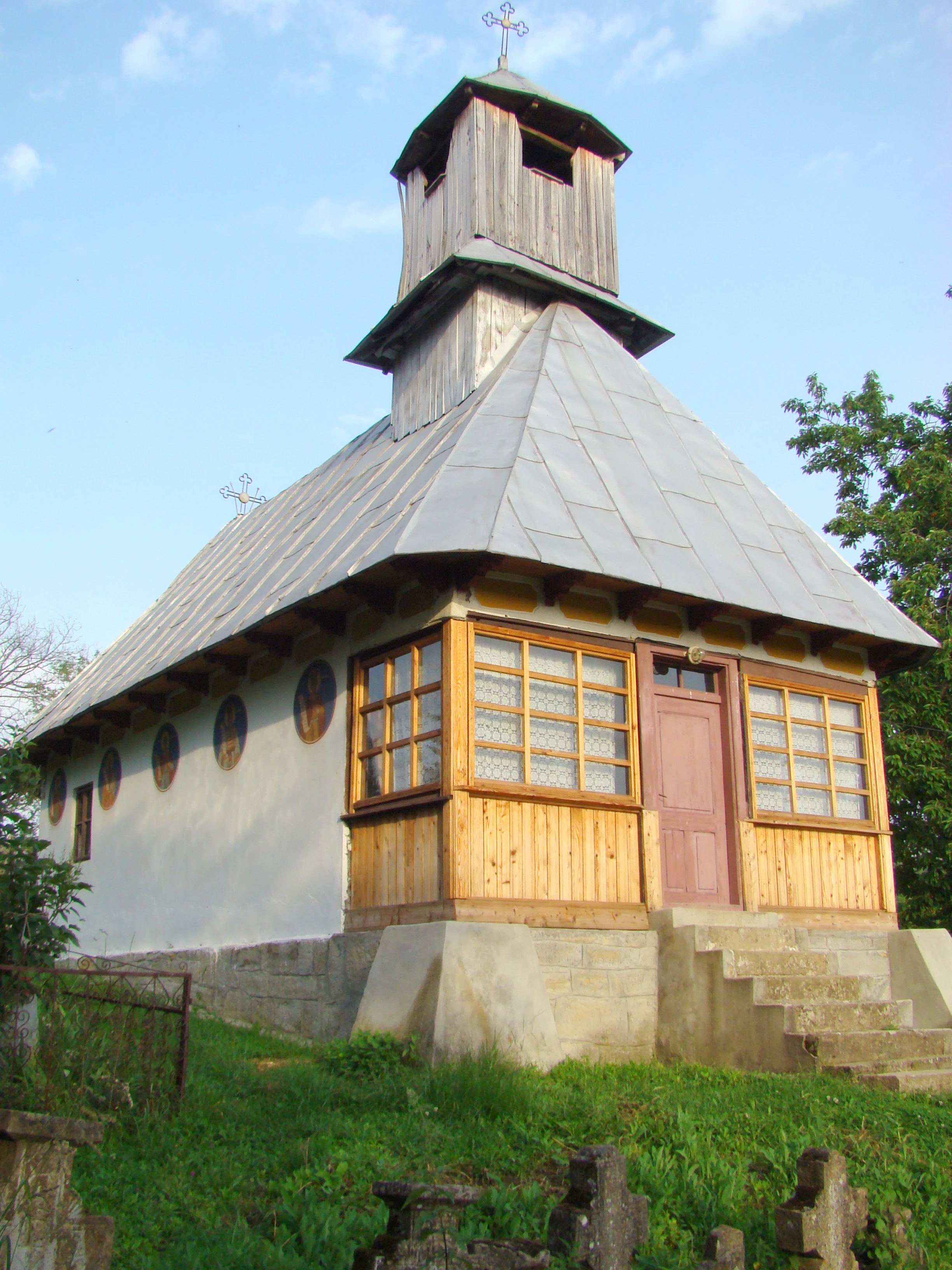
Biserica (nord-vest)
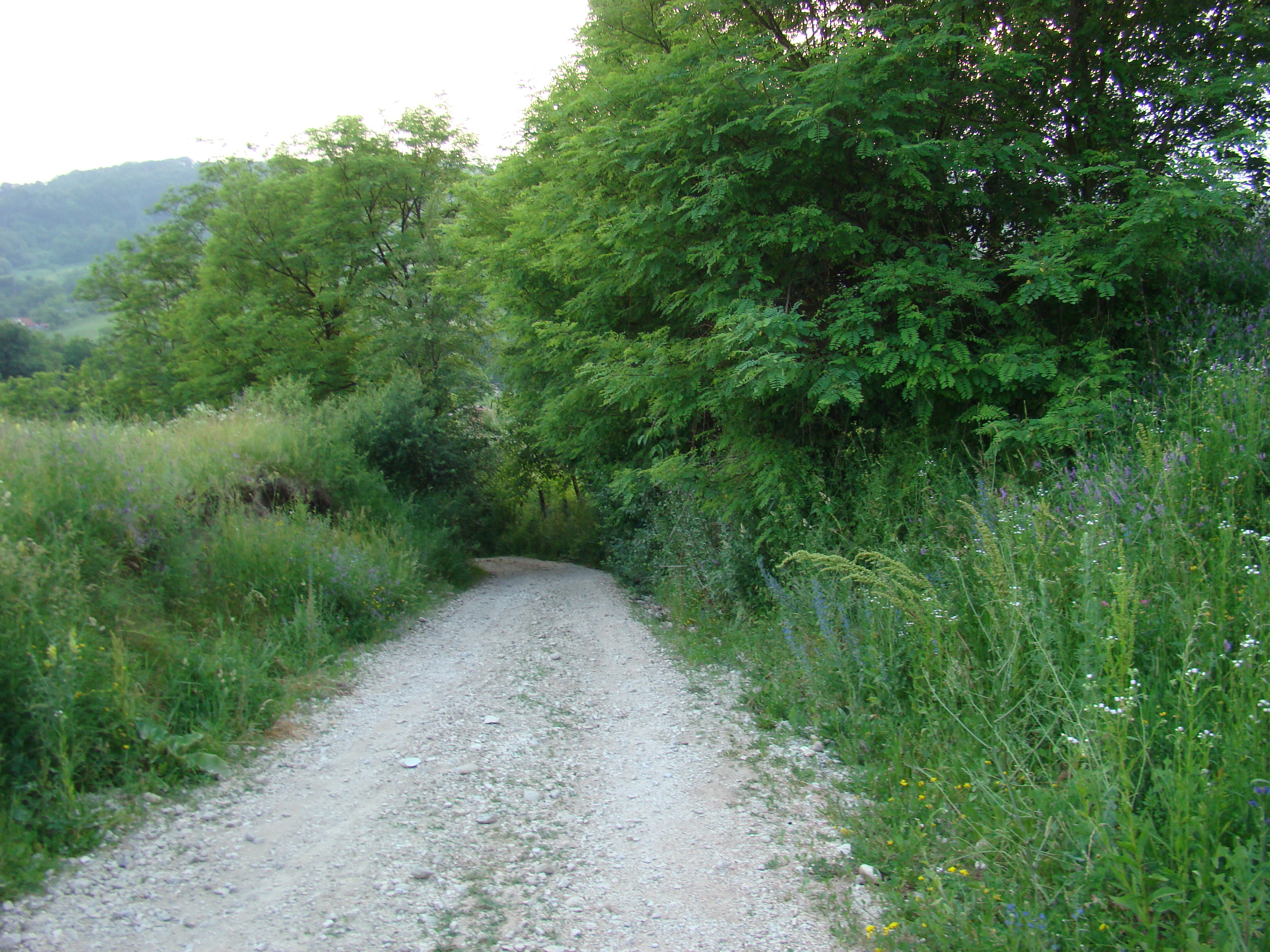
Drumul spre biserică

## Imagini din interior

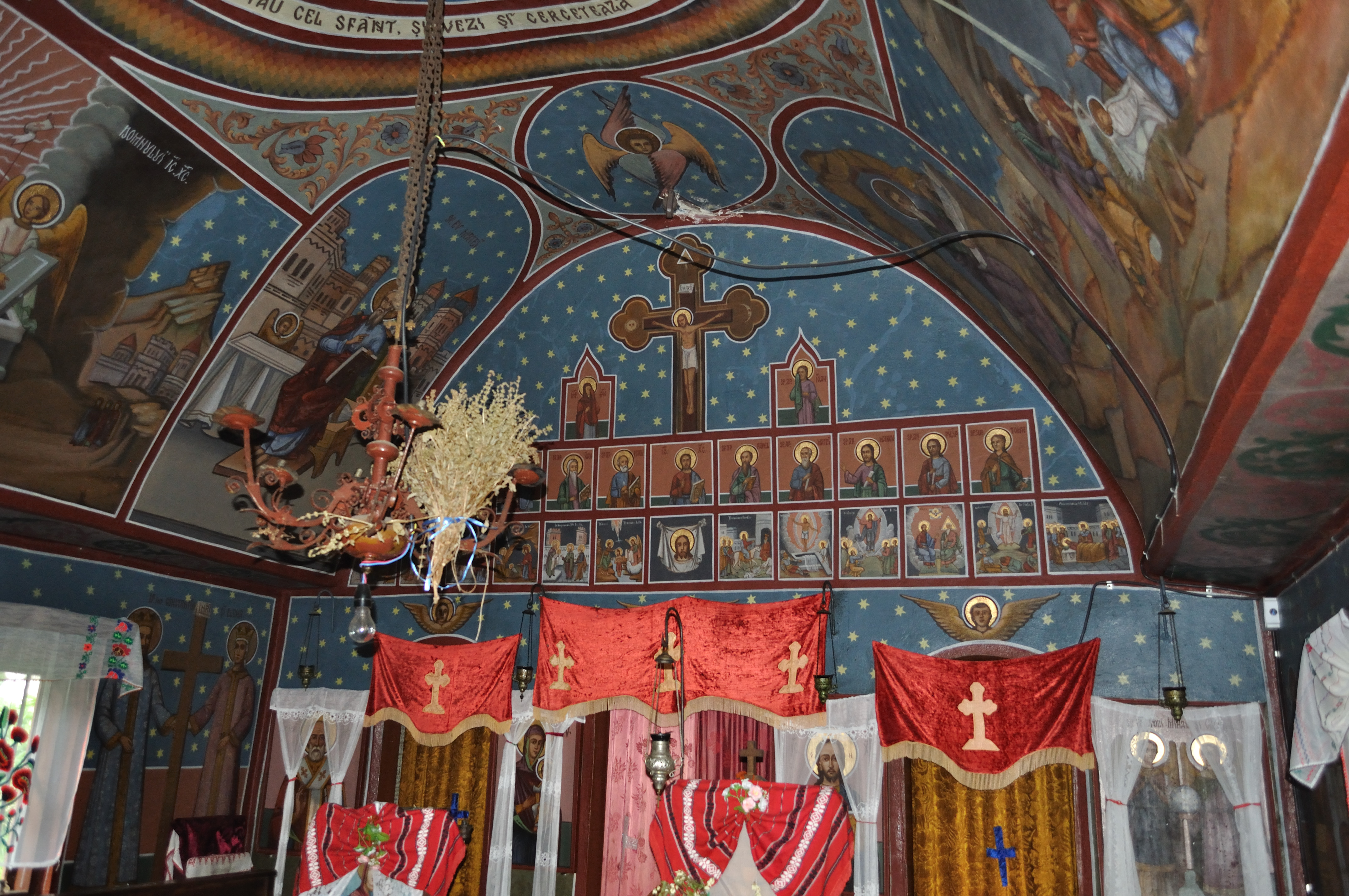
Interiorul navei spre iconostas
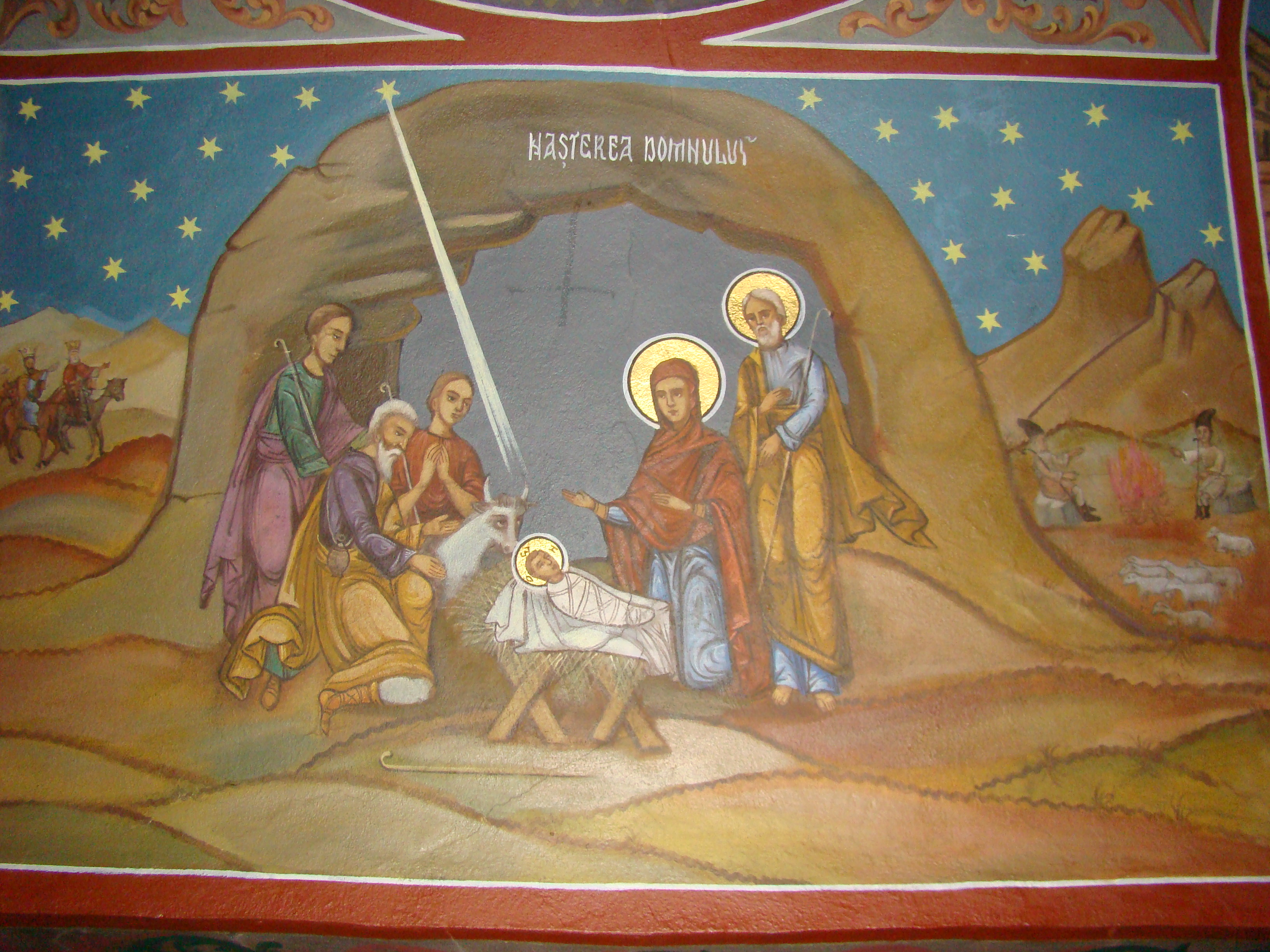
Nașterea Domnului
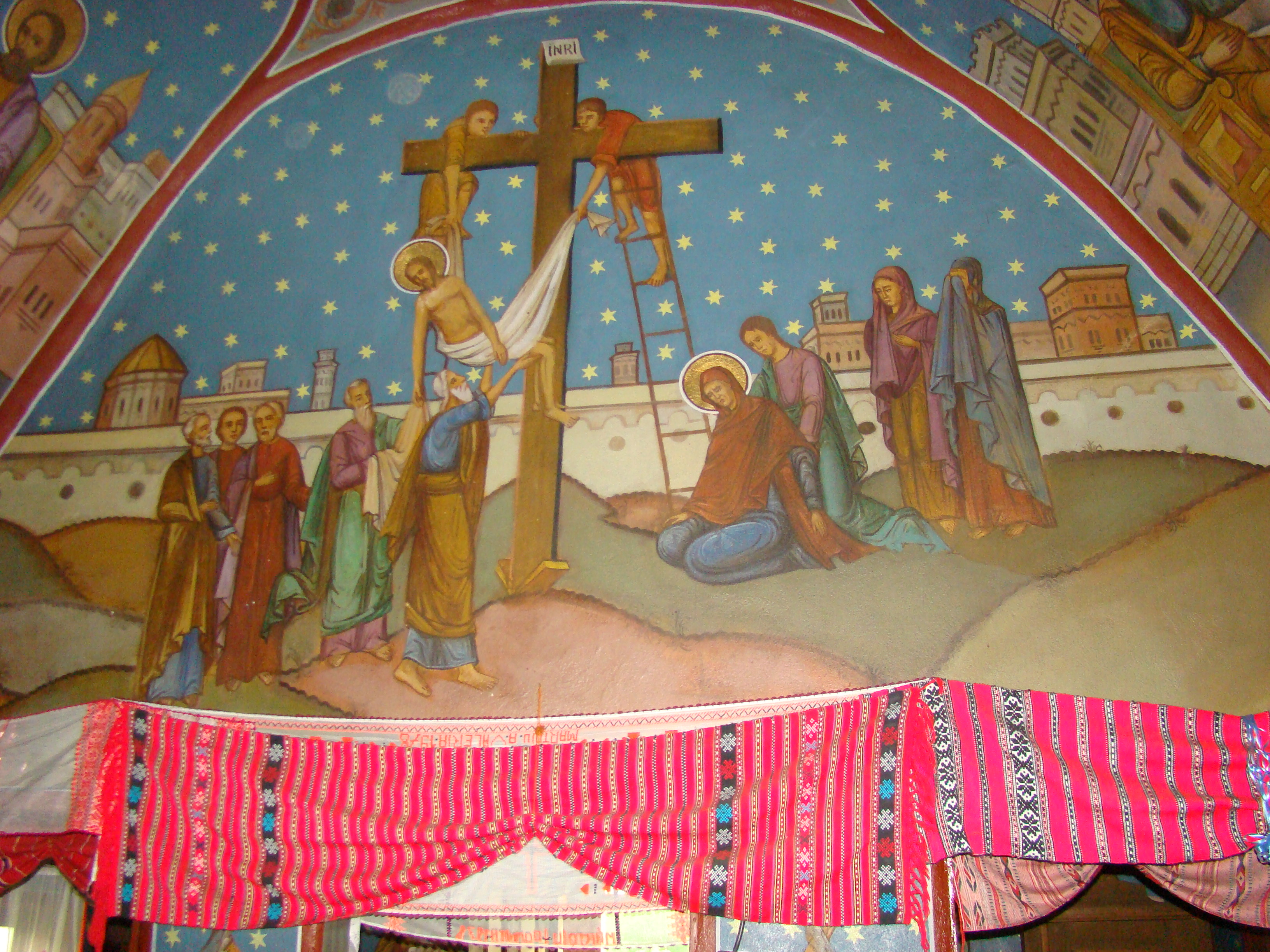
Coborârea de pe cruce
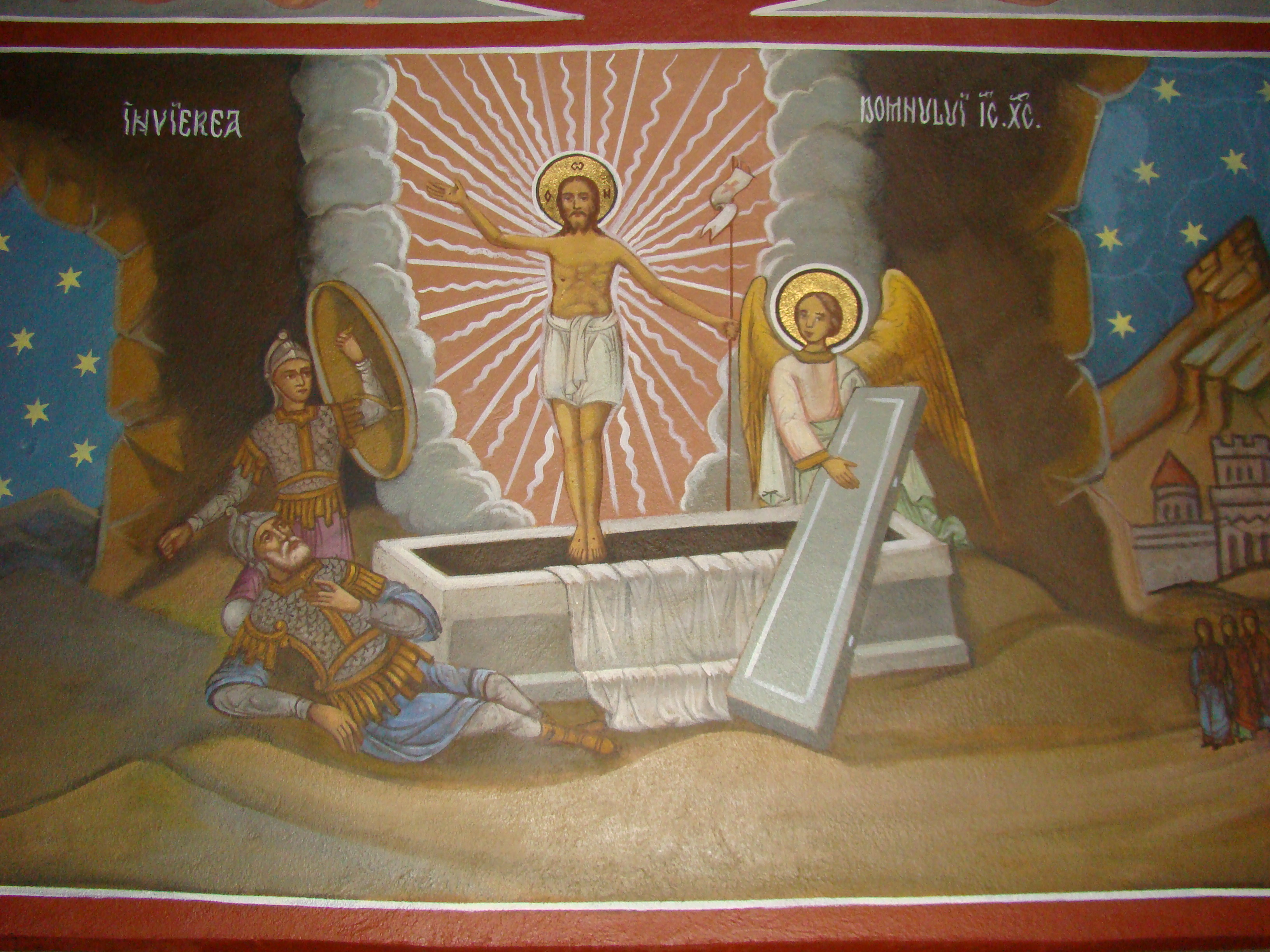
Învierea Domnului
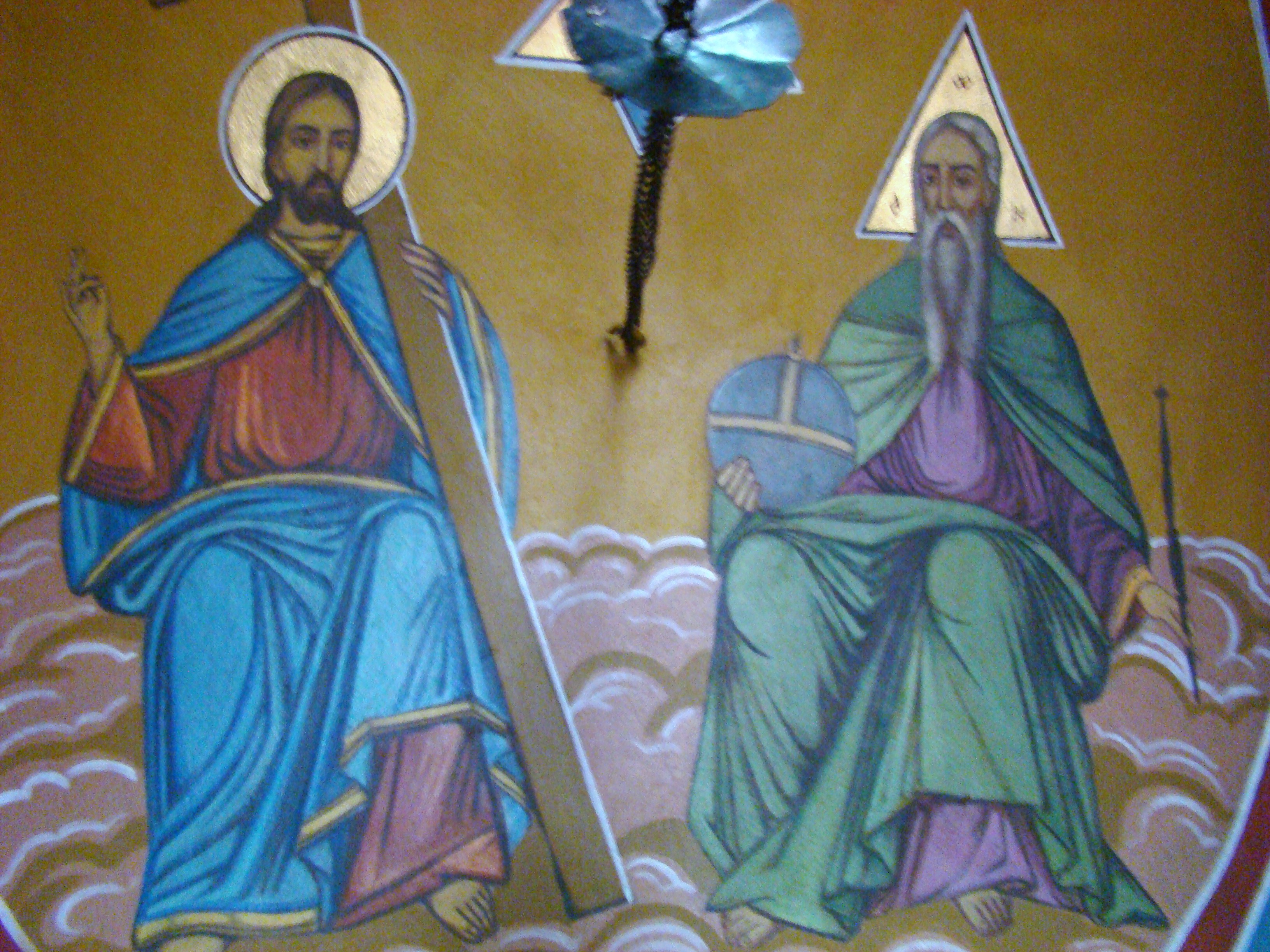
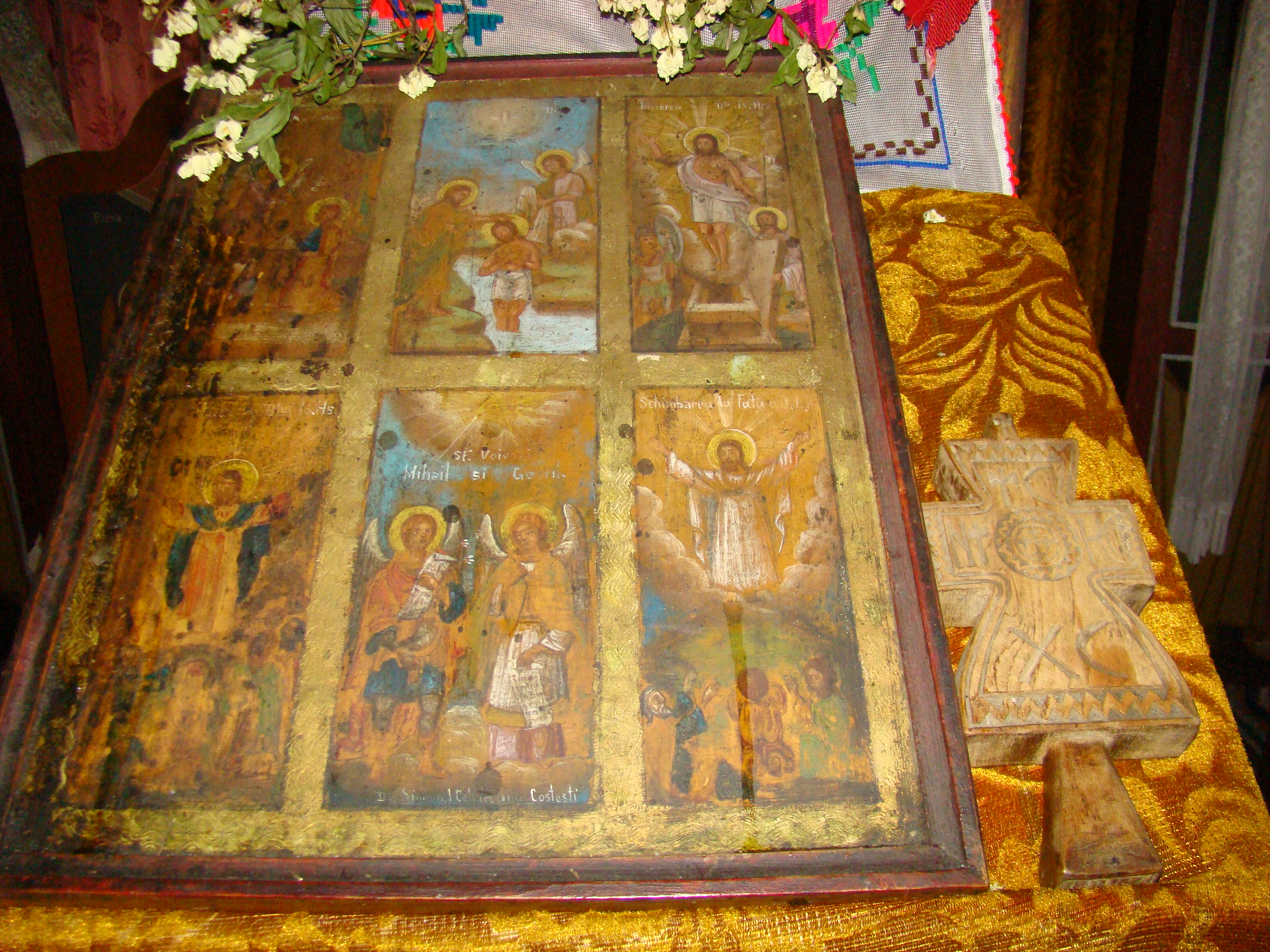
Icoana prăznicar
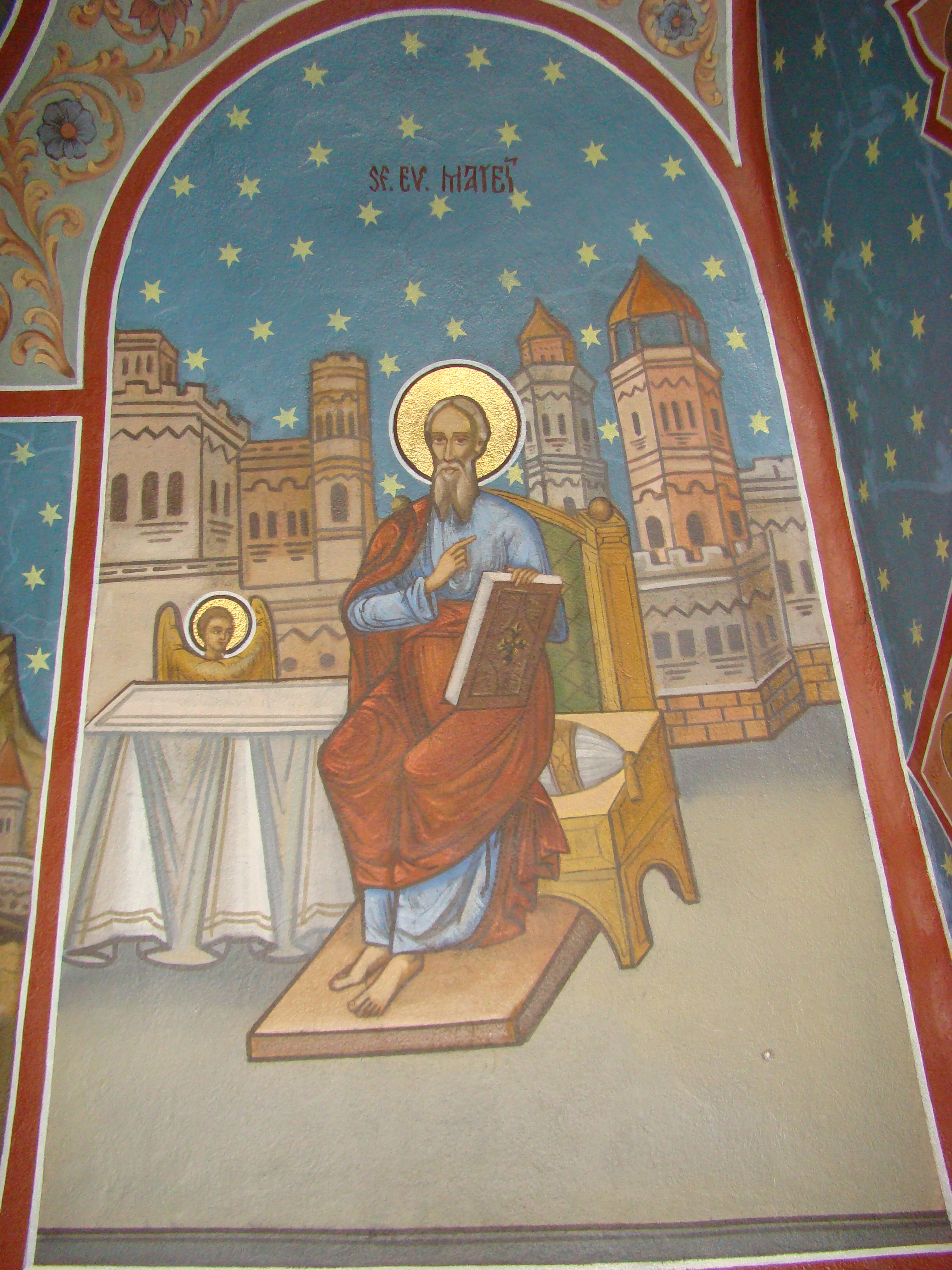
Sfântul evanghelist Matei
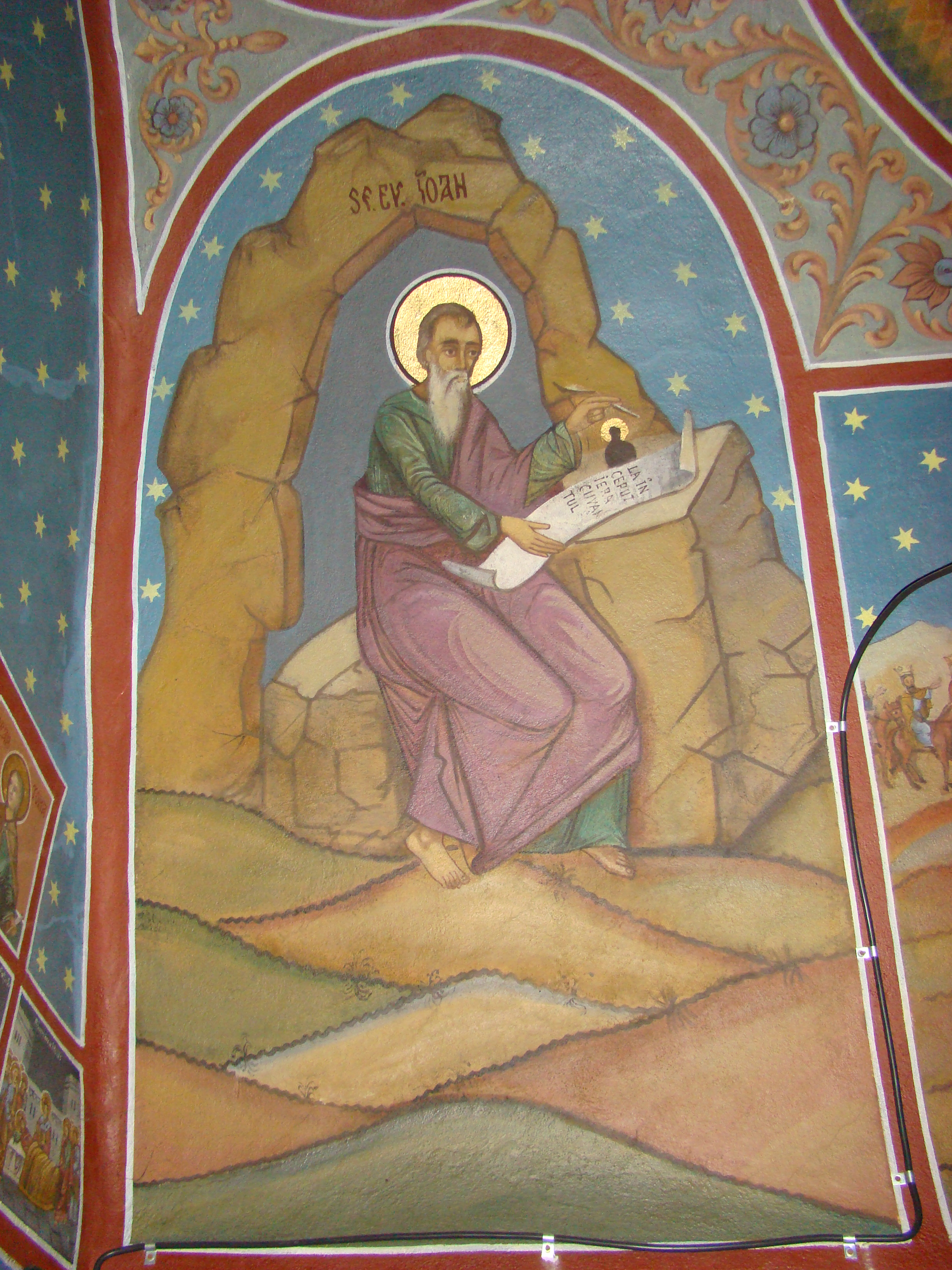
Sfântul evanghelist Ioan
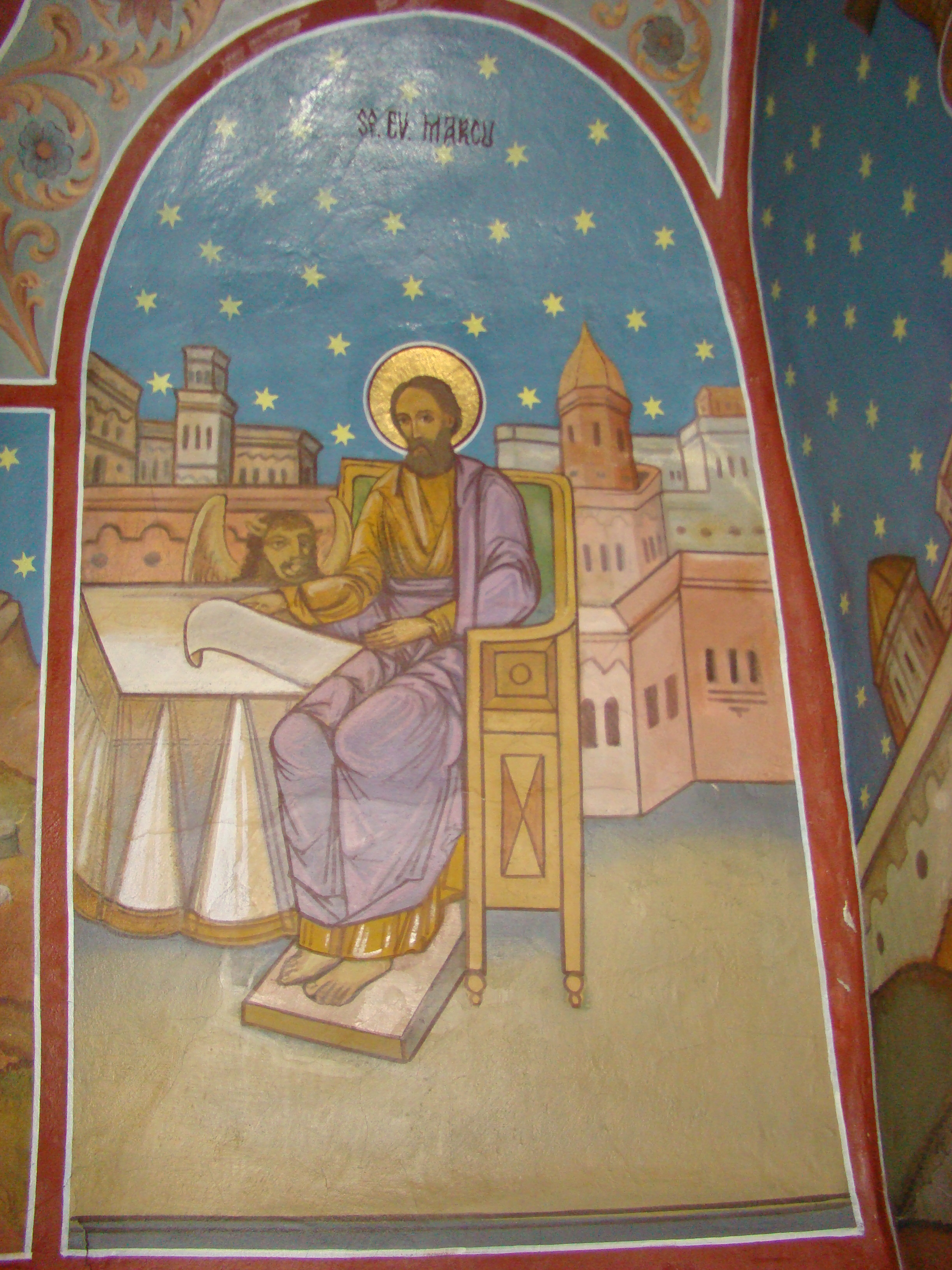
Sfântul evanghelist Marcu
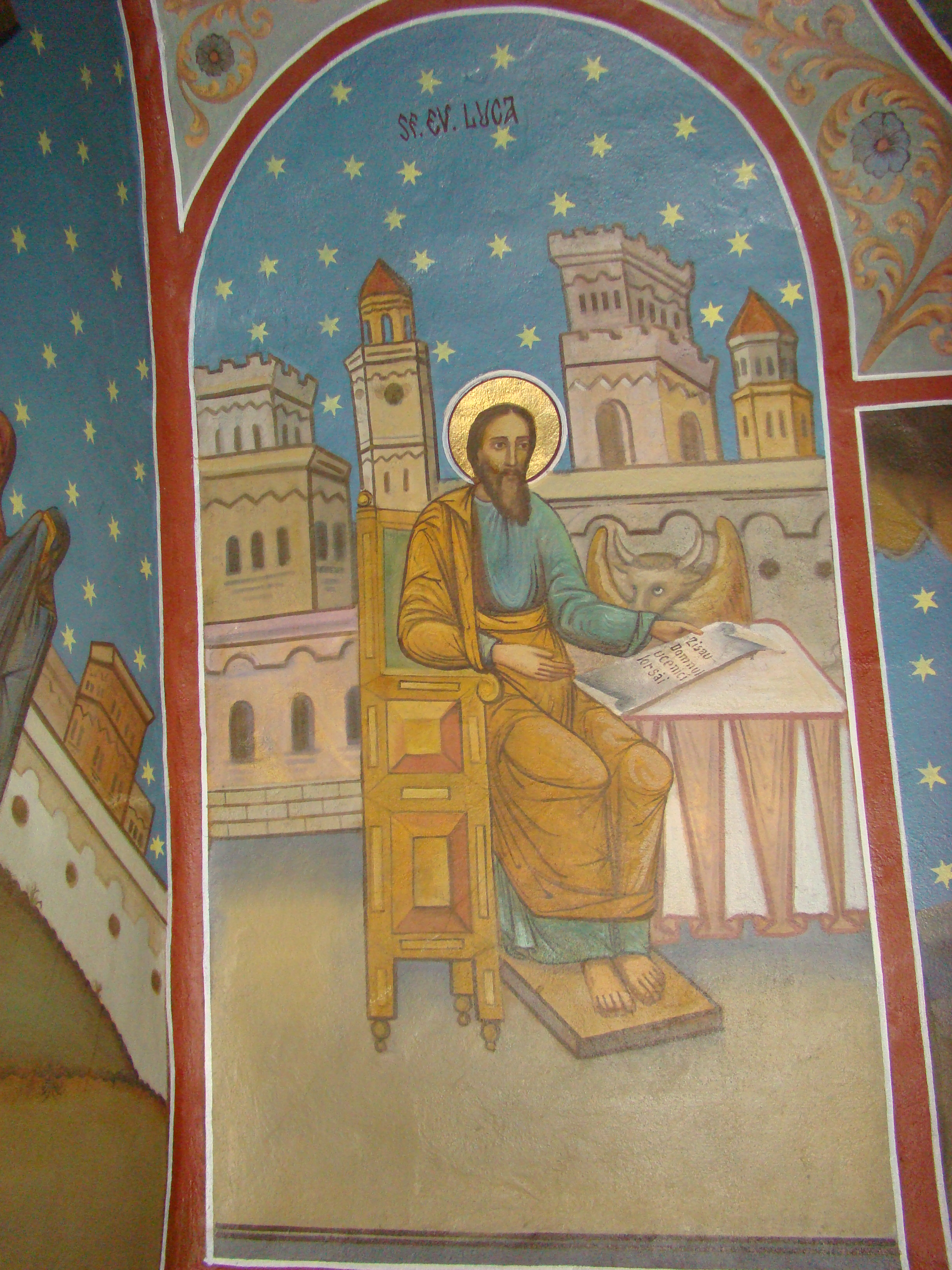
Sfântul evanghelist Luca
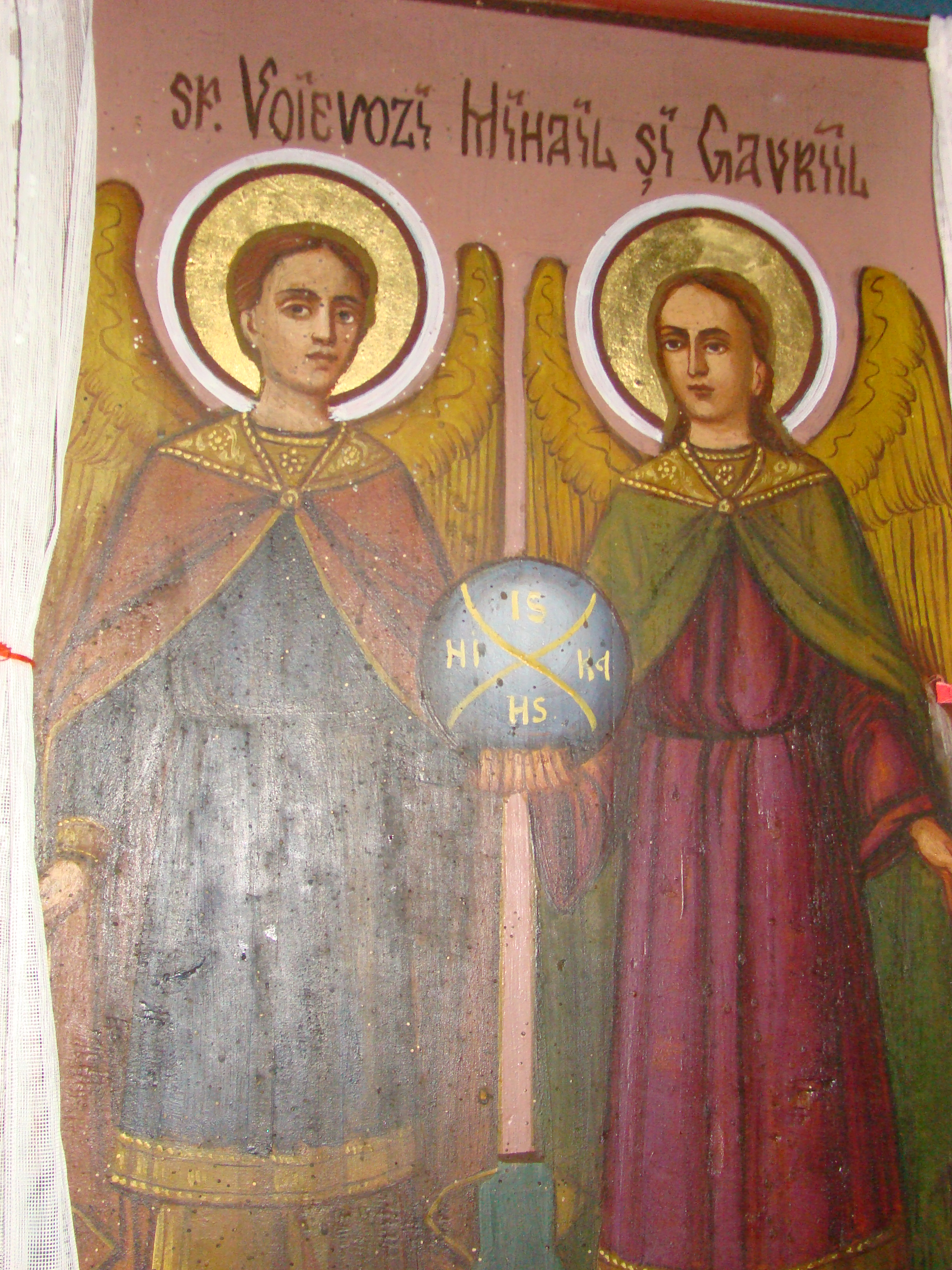
Icoana de hram: „Sfinții Voievozi”
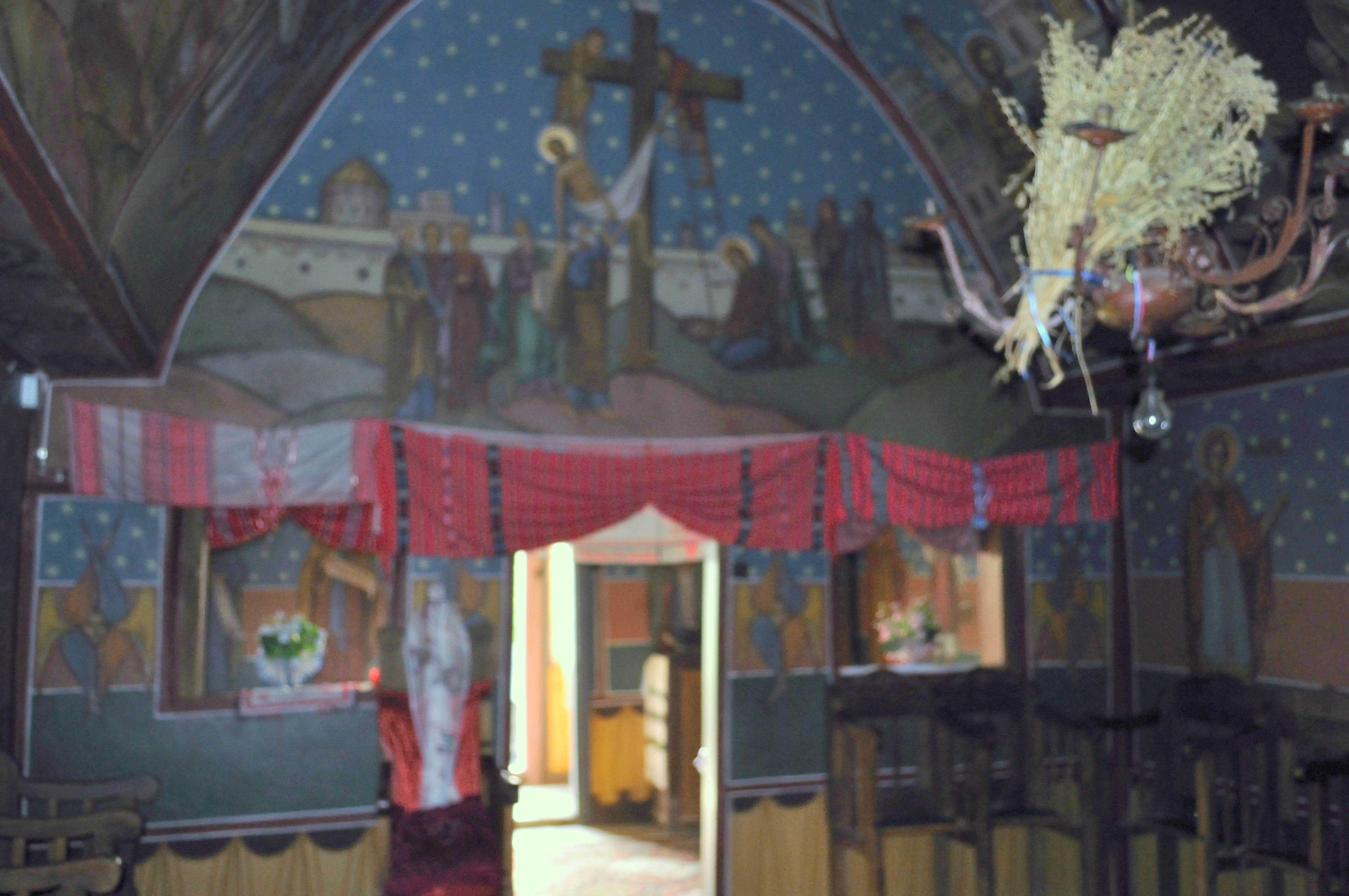
Peretele dintre naos și pronaos
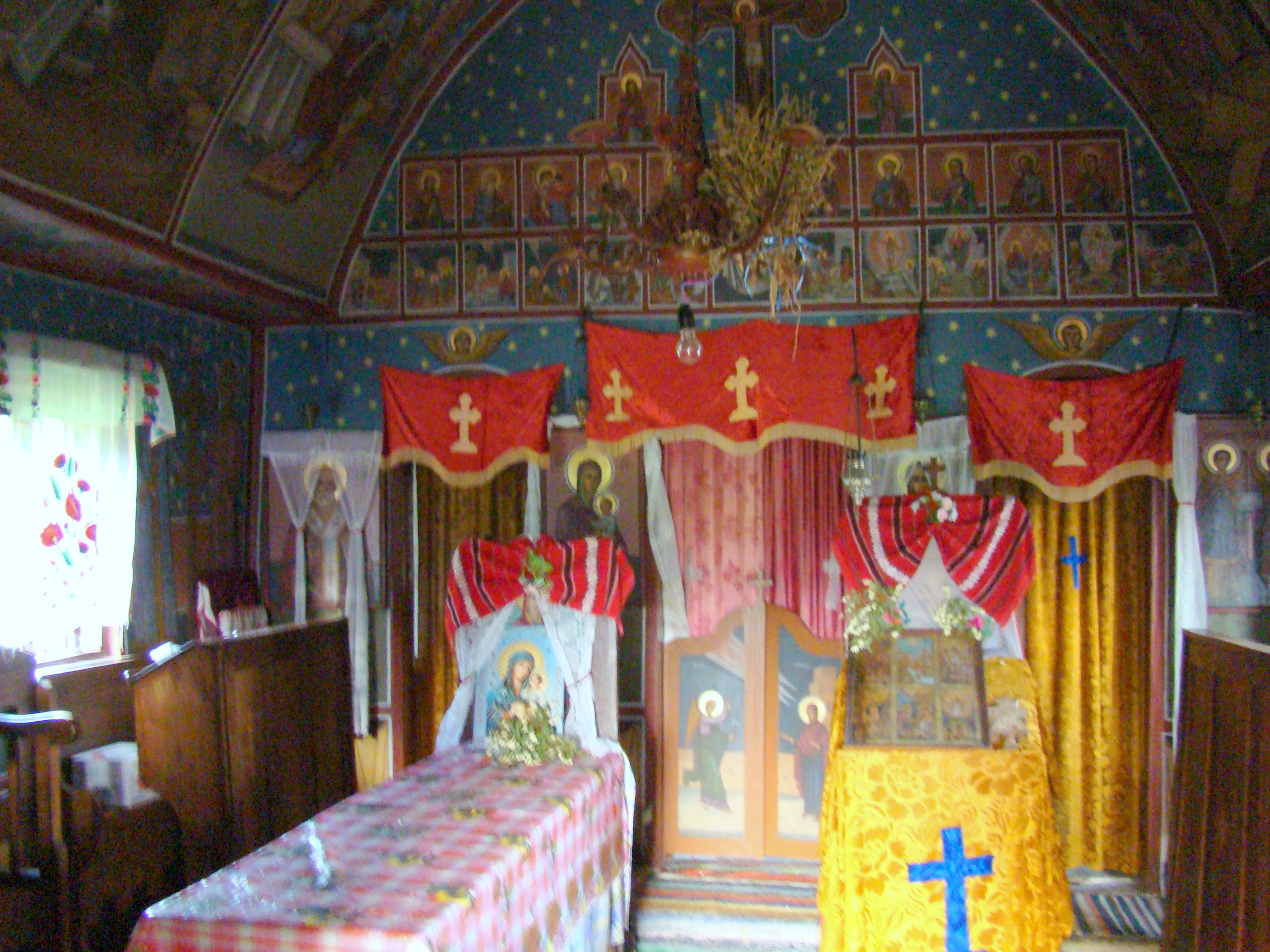
Interiorul navei spre iconostas
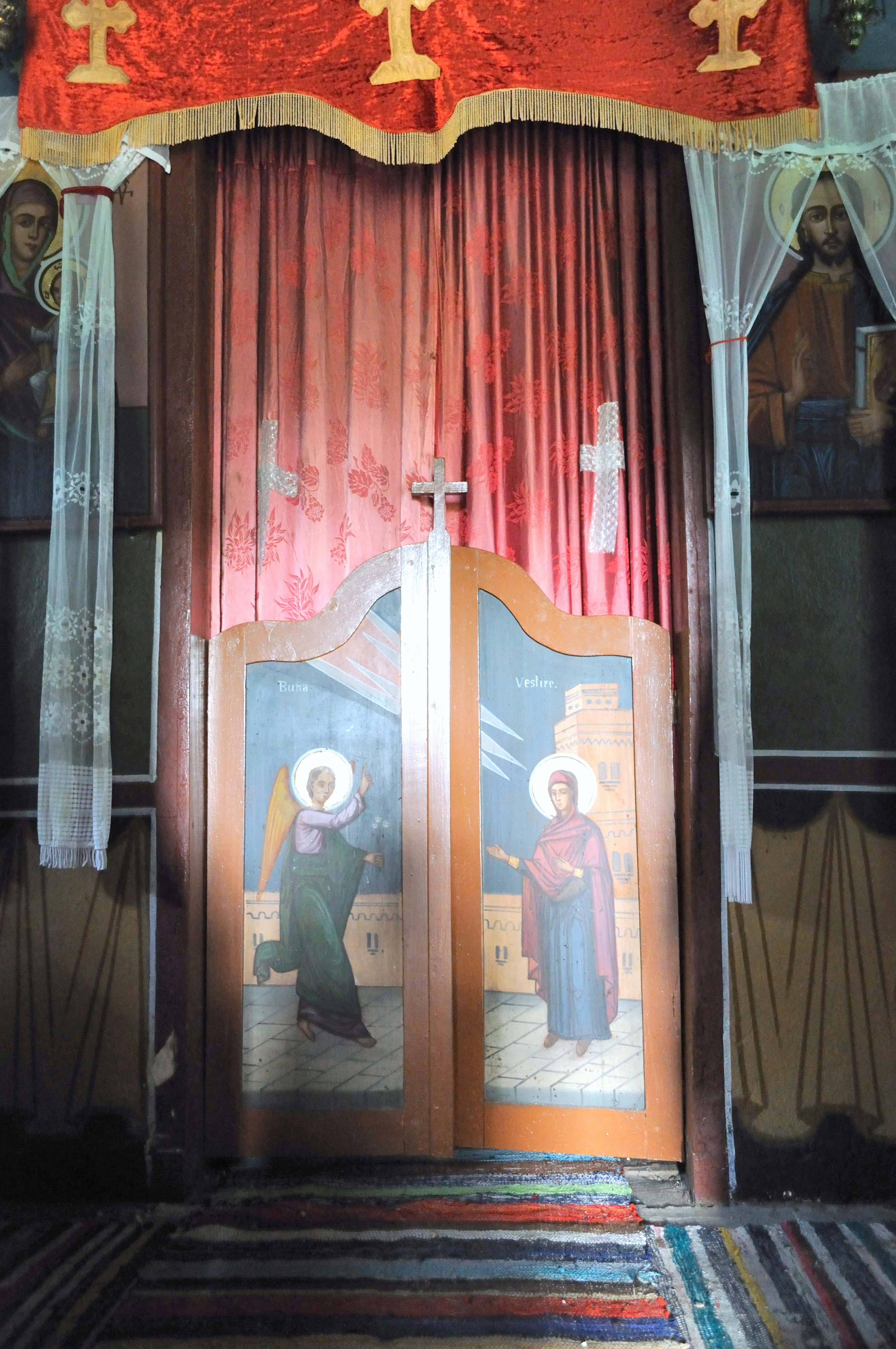
Ușile împărătești
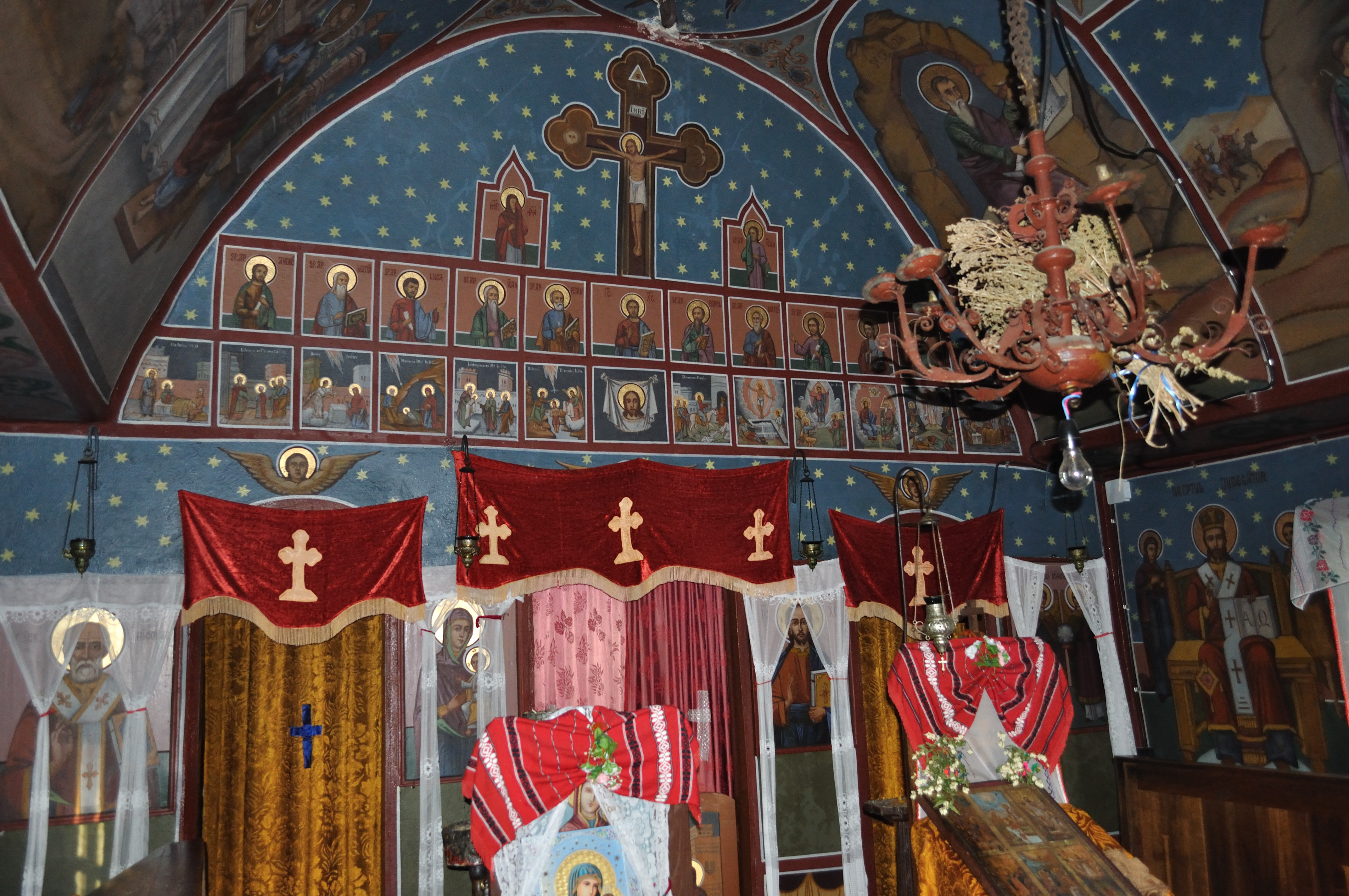
Iconostasul